# Duché d'Alsace
Pour les articles homonymes, voir Alsace (homonymie).
vers 635 – 745
(environ 110 ans)
867 – 870
(3 ans)
988 – 1191
(203 ans)
Entités précédentes :
- Alémanie

Entités suivantes :
- Comté de Nordgau
- Comté de Sundgau
- Duché de Souabe

Le duché d'Alsace (en latin : pagus Alsacensis, puis ducatus Alsacensis) désigne, de manière anachronique, l'espace administré par les ducs d'Alsace au Moyen Âge.
À l'époque mérovingienne, la plaine d'Alsace ne forme pas un duché, mais constitue un pagus, à savoir une subdivision territoriale du royaume des Francs. La région est dotée vers 635 d'un duc pour représenter le roi : il est ainsi chargé de rendre la justice, de percevoir les impôts et d'assurer le commandement militaire sur le Rhin face aux révoltes répétées des Alamans. L'autorité du duc s'étend le long du fleuve, dans les Vosges et le Jura jusqu'à l'Ajoie et la vallée de la Sorne. Cette fonction locale est confiée vers 670 à la famille des Étichonides qui fonde plusieurs monastères et détient de nombreuses propriétés dans la région.
L'écrasement de la rébellion en Alémanie et la conquête du pouvoir royal par les Pépinides mettent fin à l'administration des ducs vers 745. Le territoire alsacien semble alors divisé en deux comtés, nommés plus tard Nordgau et Sundgau, pour assurer la continuité politique et administrative à partir du IXe siècle.
Qualifiée de « ducatus » dans les textes à partir de 816, l'Alsace constitue un duché sans duc, bien que le titre soit porté brièvement par des membres de la dynastie carolingienne. La région est attribuée au royaume de Francie orientale en 870 avant d'être rattachée au duché de Souabe en 925. Détenu par les ducs de Souabe, le titre de duc d'Alsace est rétabli en 988, mais disparaît avec la mort de Frédéric VI de Souabe, fils de Frédéric Barberousse, en 1191.

## Histoire

### Origines

#### Toponymie
Au début du haut Moyen Âge, le terme « Alsace » n'existe pas encore. La région du Rhin supérieur est contrôlée par les Alamans, des tribus germaniques réunies en confédération et établies dans les anciennes provinces romaines de Germanie première et de Séquanaise depuis le IVe siècle. À la même époque, d'autres tribus coalisées, les Francs, s'installent dans le nord de la Gaule. Leur expansion territoriale les amène à des affrontements avec les autres peuples à la fin du Ve siècle. Ainsi, le roi franc Clovis Ier combat les Alamans vers 495-496. Il les défait à la bataille de Tolbiac et conduit des opérations dans la vallée du Rhin. Après ce premier conflit, les Francs mènent une seconde campagne en 505 contre les guerriers alamans qui sont rejetés au-delà du Rhin,.
La région située entre le fleuve et le massif des Vosges est détachée de l'Alémanie et passe sous la domination du royaume des Francs au plus tard en 506. La population franque se mêle aux populations alamane et gallo-romaine qui occupent la plaine du Rhin à cette époque. Quelques Thuringes, Frisons et Saxons s'y sont également établis comme semblent l'indiquer les noms de villages de Friesenheim et Saasenheim. Lorsque le territoire franc est divisé à la mort de Clovis en 511, la région se trouve attribuée au royaume de Reims qui devient plus tard l'Austrasie.

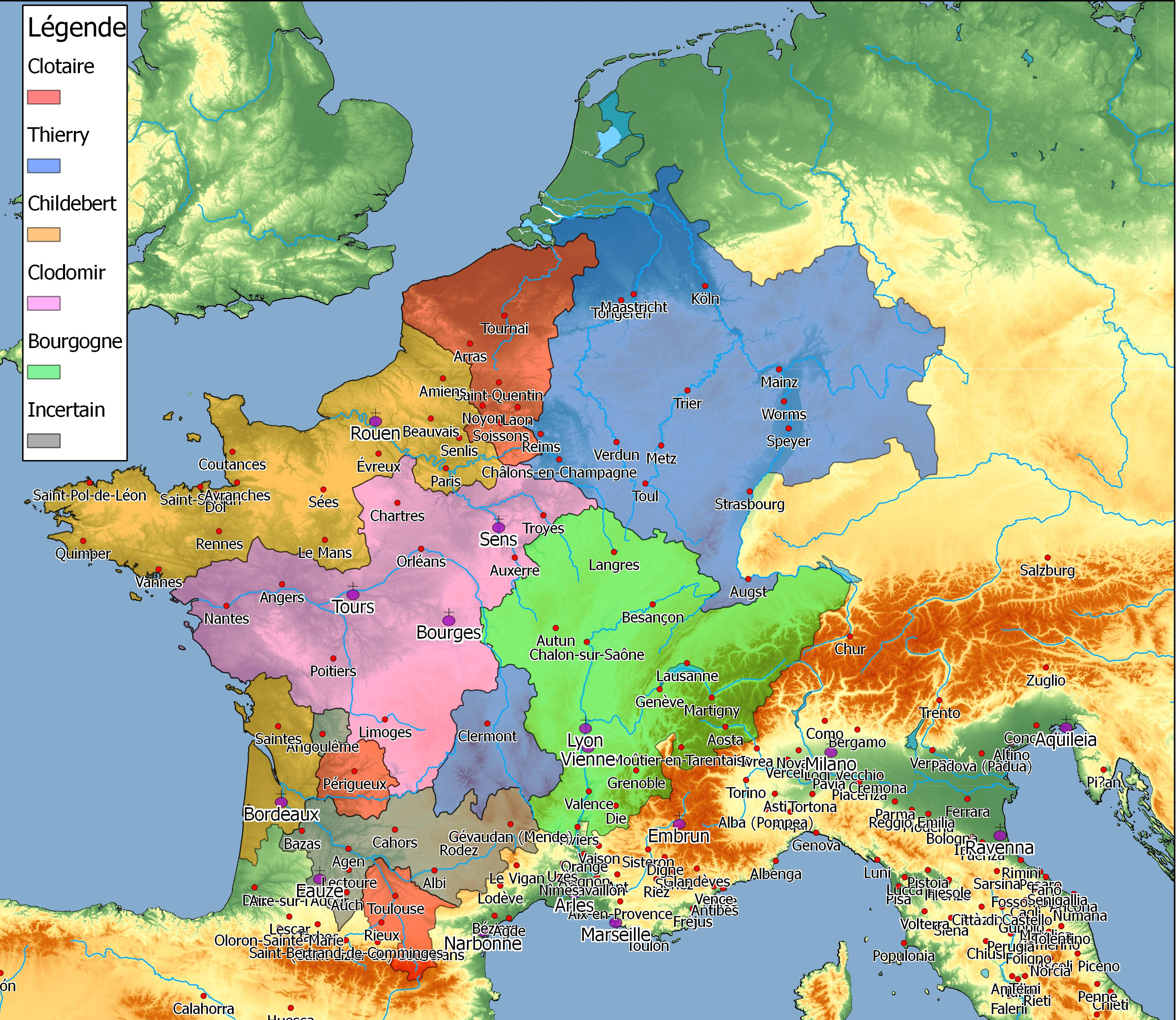
Lors de la division du territoire franc à la mort de Clovis Ier en 511, la plaine du Rhin revient au royaume de Reims de Thierry Ier (en bleu).

La disparition de la plupart des textes de l'époque mérovingienne ne permet pas de savoir si les Francs avaient, dès le VIe siècle, attribué un nom à la plaine du Rhin qu'ils avaient conquise. La première mention connue se trouve dans la Chronique de Frédégaire rédigée en latin médiéval par trois auteurs successifs à partir du VIIe siècle. La partie la plus ancienne, écrite vers 625, rapporte les événements survenus dans le royaume des Francs durant les années précédentes. Pour l'année 610, le qualificatif « Alesaciones » est utilisé pour désigner les élites locales au service du roi. Par extension, les habitants de la région peuvent désormais être considérés comme Alsaciens,.
La même chronique, pour l'année 613, emploie le terme « Alesacius » pour décrire le territoire situé entre les Vosges et le Rhin : l'Alsace apparaît ainsi dans les textes, plus d'un siècle après les conquêtes de Clovis.
L'étymologie des noms « Alesaciones » et « Alesacius » est discutée. Plusieurs hypothèses ont été avancées par différents historiens et linguistes. Parmi elles, quatre se distinguent. La première propose une origine celtique avec notamment le mot « alisa », similaire au site fortifié gaulois d'Alésia et signifiant « falaise » : les Alsaciens seraient les gens établis au pied du massif, c'est-à-dire les Vosges.
La deuxième hypothèse suppose une origine franque qui dériverait d'un mot composé germanique « alisazan » formé de « ali » (autre) et de « saz » (résident) : les Alsaciens seraient donc les résidents établis à l'extérieur ou à l'étranger.
La troisième explication définit la région comme le « pays de l'Ill », du nom de la rivière principale qui traverse la plaine d'Alsace et dont le nom « Ali », « Eli » ou « Ell » serait d'origine alémanique. Ce préfixe se retrouve également dans Elsau, lieu-dit près de Strasbourg, et surtout dans « Elsgau », le nom allemand de l'Ajoie située près des sources de l'Ill et qui commence également à apparaître dans les textes du VIIe siècle. Le mot composé « Ell » (l'Ill) et « saz » (par extension, pays où l'on se trouve) aurait donc donné « Elsaß », le nom allemand de la région.
La quatrième hypothèse suggère que le nom signifierait « pays des Alamans » en s'appuyant sur la même construction. Quoi qu'il en soit, l'Alsace est mentionnée vers 625 comme toponyme et espace géographique, bien avant la fondation du duché quelques années plus tard.

#### Enjeux stratégiques

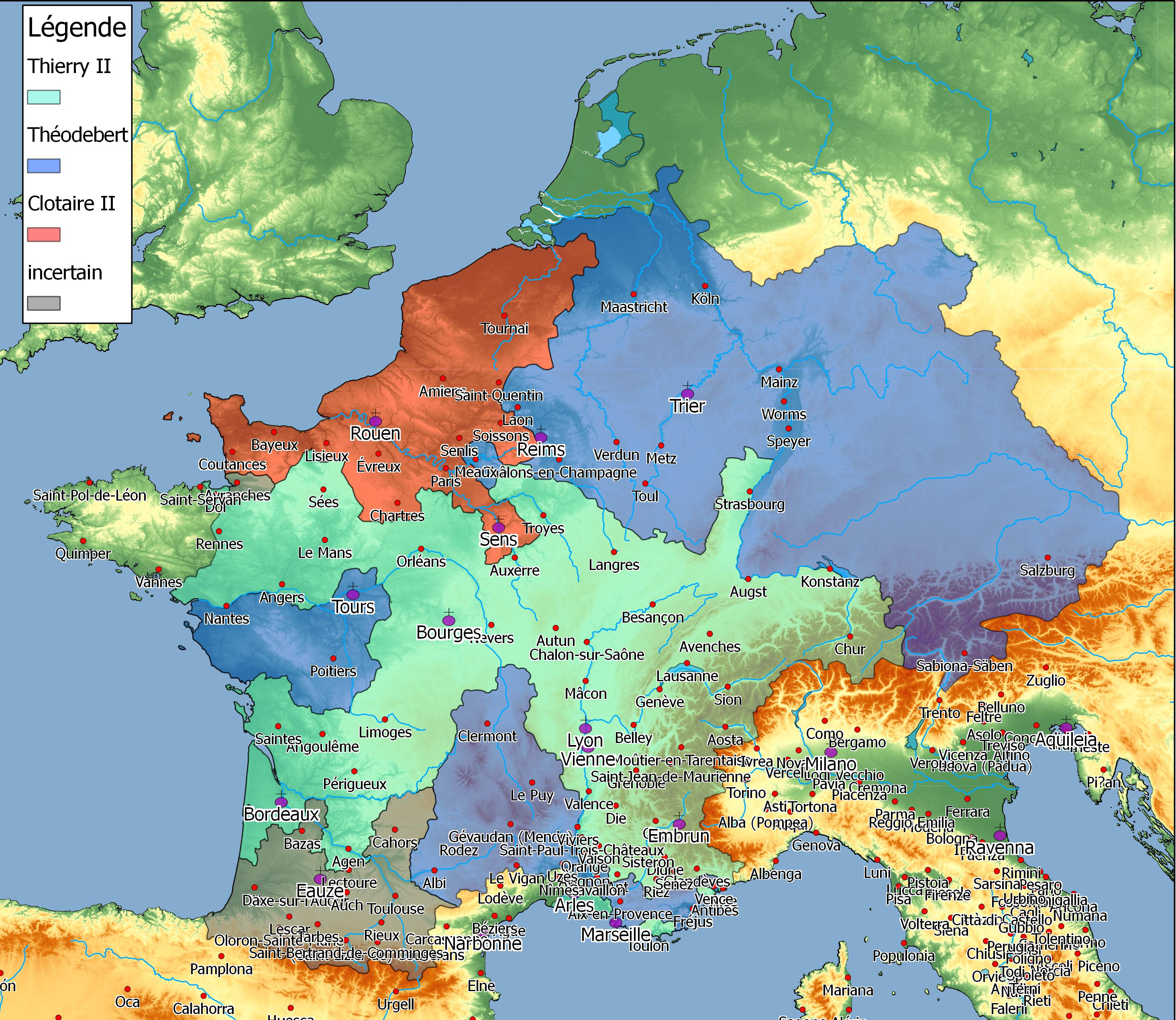
À la mort de Childebert II en 596, la région est attribuée à Thierry II de Bourogogne (en cyan) au détriment de Théodebert II d'Austrasie (en bleu).

Conquise par Clovis vers 506, la plaine d'Alsace fait dès lors partie du territoire franc, que celui-ci soit unifié sous un seul roi ou divisé en plusieurs royaumes attribués à différents héritiers de la dynastie mérovingienne. La région présente un intérêt stratégique pour les Francs face au royaume des Burgondes, situé au sud des Vosges et du Jura, et à l'influence du royaume des Ostrogoths sur le territoire alaman dans les Alpes et de l'autre côté du Rhin,.
L'Alsace dispose par ailleurs d'un important réseau de routes datant de l'Empire romain d'Occident. Ces anciennes voies romaines le long du Rhin relient Strasbourg à Mayence, Augsbourg et Innsbruck, puis permettent de gagner le col du Brenner dans les Alpes et le nord de l'Italie.
L'existence d'échanges commerciaux avec les régions rhénanes et méditerranéennes du royaume est fort probable. Le commerce interne à l'Alsace et sa production à cette période reposent principalement sur le bois, la confection d'armes en fer, les tuiles et la poterie. Les derniers empereurs romains avaient également mis en place dans la région des propriétés impériales et des terres fiscales qui forment les domaines royaux à l'époque des Francs : Marlenheim, Kirchheim et l'ancienne forteresse romaine de Seltz sont des sources de revenu pour le pouvoir mérovingien. Pour l'ensemble de ces raisons, le contrôle de la vallée du Rhin semble avoir été important au sein du territoire franc,.

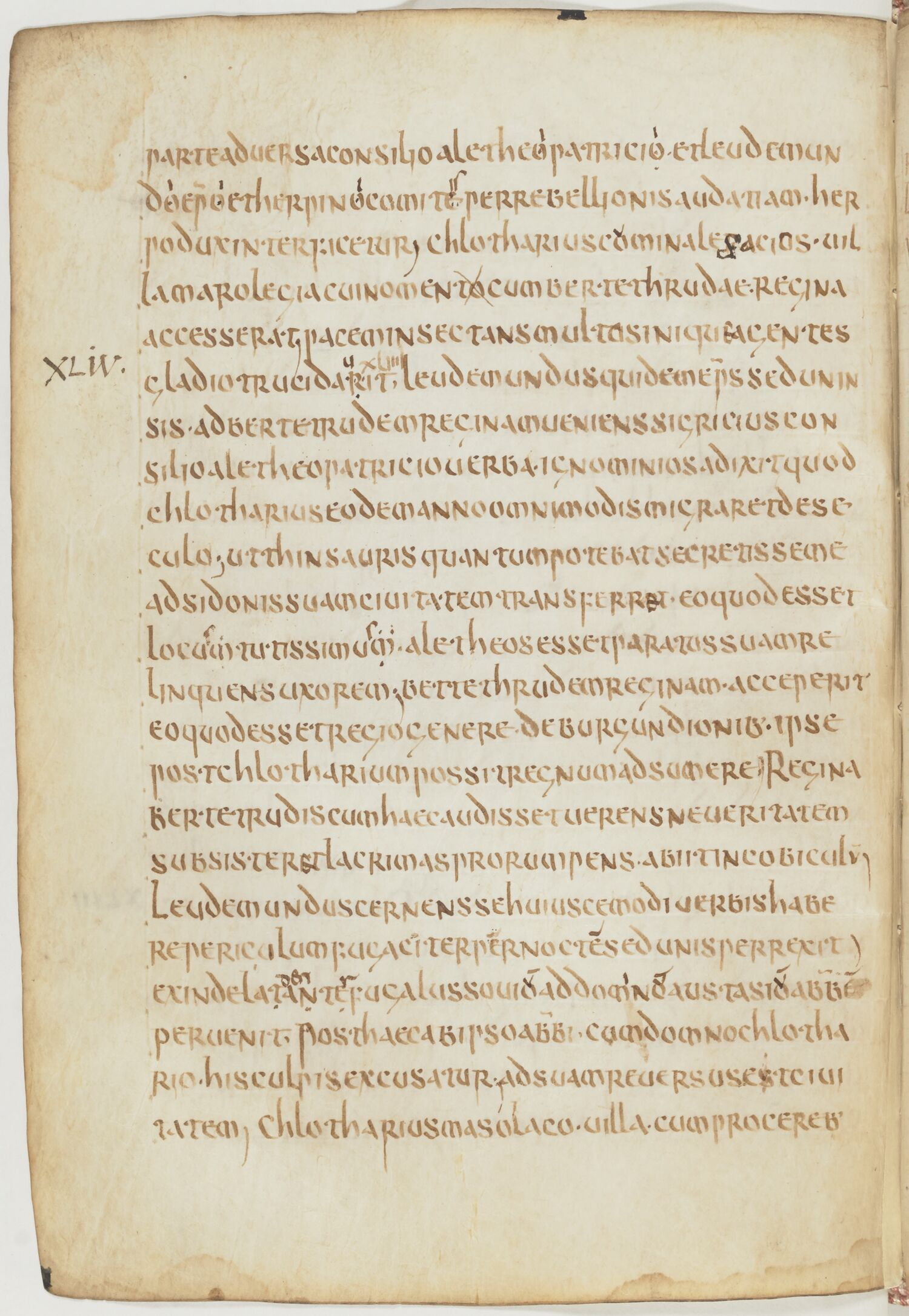
Le terme « Alesacius » apparaît à la fin de la troisième ligne de cette page de la Chronique de Frédégaire.
(Bibliothèque nationale de France)

Un pouvoir local a mis du temps à émerger en Alsace en raison d'un conflit de longue durée pour le contrôle de la région. D'abord rattachée au royaume d'Austrasie au cours du VIe siècle, la plaine d'Alsace est réunie au royaume de Bourgogne en 595 lorsque le roi Childebert II confie ce territoire à l'un de ses fils. Celui-ci, qui règne sous le nom de Thierry II de Bourgogne à partir de 596, a été élevé dans la région et bénéficie du soutien des élites alsaciennes. La situation semble attiser la convoitise de son frère, le roi Théodebert II d'Austrasie. La Chronique de Frédégaire relate la querelle entre les deux rois au début du VIIe siècle. Leur grand-mère, l'ancienne reine Brunehaut, a souhaité faire du territoire alsacien un royaume à part au profit de Thierry II afin de satisfaire l'aristocratie franque en Alsace, mais ce projet semble avoir échoué.
Après une défaite vers 609-610, Thierry II est contraint de céder la région à Théodebert II en 610. Dès l'année suivante, le roi de Bourgogne mène une nouvelle campagne contre son frère. Il reprend alors l'Alsace puis s'empare de toute l'Austrasie en 612. Après la mort de Thierry II, le roi Clotaire II réunifie l'ensemble du territoire franc en 613,.
Depuis la conquête de la plaine du Rhin par Clovis, le fleuve forme une des frontières orientales du royaume des Francs face aux Alamans. Ces derniers sont progressivement soumis et les régions qu'ils contrôlent au-delà du Rhin sont incorporés au territoire franc sous le nom d'Alémanie au cours du VIe siècle. Par la suite, les Alamans se révoltent plusieurs fois contre le pouvoir mérovingien diminué par les luttes internes. Entre 613 et 614, Clotaire II réprime une révolte alamane qui s'est étendue à l'Alsace.
L'affaiblissement du royaume se poursuit, et l'Alémanie se rend à nouveau indépendante à partir de 634. Cette situation a sans doute entrainé la décision de créer un vaste commandement militaire sur le Rhin vers 635 pour garantir la sécurité du territoire franc. Ce commandement est alors confié à un dux, à savoir un « chef », qui exerce son autorité sur toute la plaine d'Alsace jusqu'au massif du Jura, à l'exception des régions de Wissembourg et de Belfort. Il s'agit vraisemblablement d'établir un « glacis » contre les rébellions alamanes, mais aussi d'affaiblir l'Austrasie en la divisant. La fonction de duc d'Alsace et l'espace qu'il administre apparaissent ainsi vers 635-640, probablement sous le règne de Dagobert Ier ou celui de son fils Sigebert III,.

#### Nomination des premiers ducs

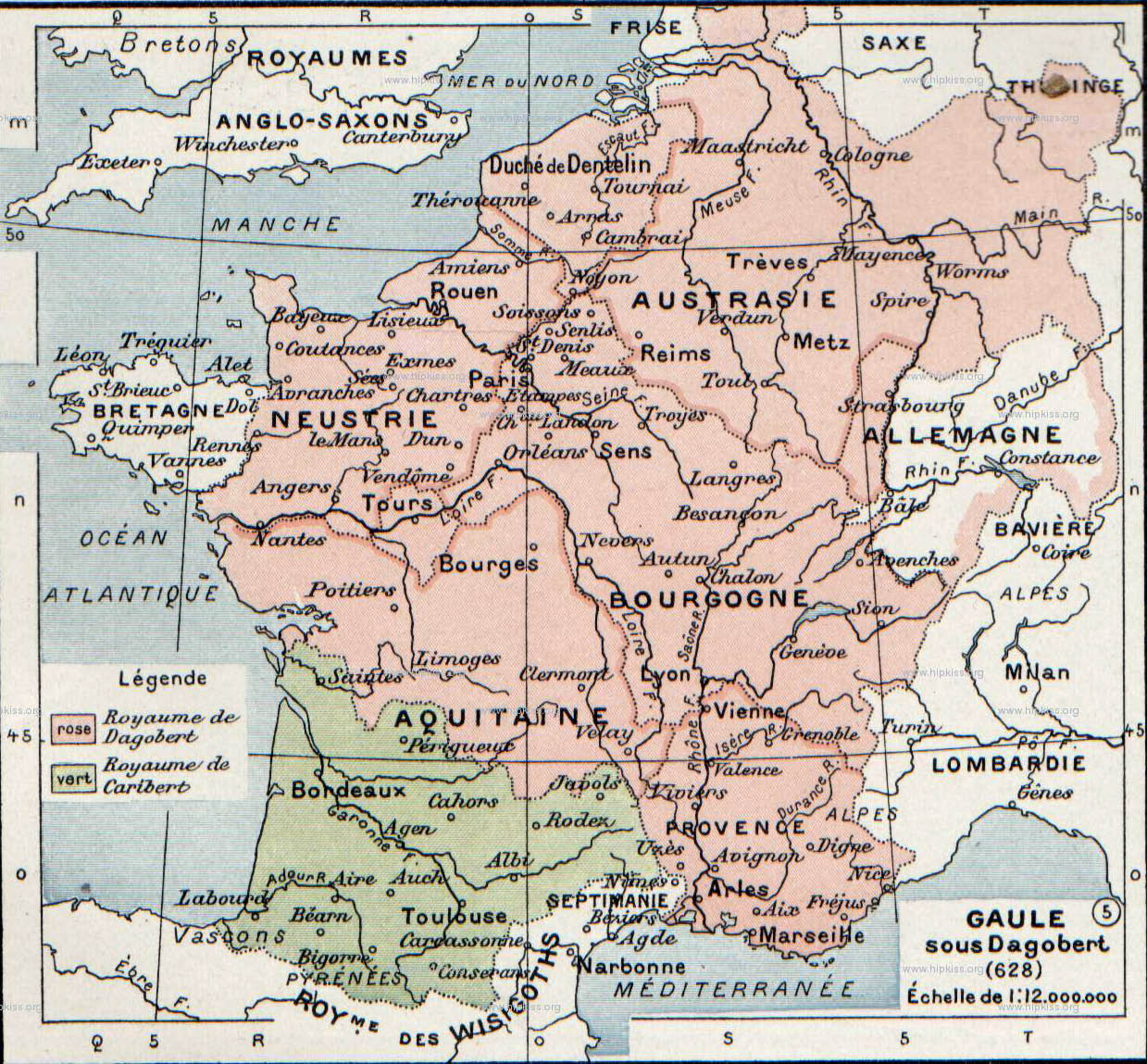
Dénommée « Alesacius » au début du VIIe siècle, l'Alsace est sans doute attribuée à un duc dès le règne de Dagobert Ier dans les années 630.

Le premier dux ou duc d'Alsace serait Gondoin, également connu sous les noms Gundoin, Gundoinus et Gandoïnus, probablement originaire de la vallée de la Haute Moselle au début du VIIe siècle. La propriété de sa famille est appelée villa Mosa et se situerait sur le plateau de Langres, aux confins de l'Austrasie et de la Bourgogne,.
Gondoin apparaît comme un « vir inluster » dans les sources en latin, c'est-à-dire « homme éclairé », un courtisan ou un homme du roi. Il aurait été nommé duc d'Alsace vers 635, sous le règne de Dagobert Ier, pour surveiller la vallée du Rhin et les confins de l'Austrasie. Les informations à son sujet proviennent de plusieurs textes hagiographiques. Selon La Vie de saint Colomban et de ses disciples, consacrée à Colomban de Luxeuil et composée vers 640, l'abbé Eustache de Luxeuil aurait sanctifié la famille du duc Gondoin.
Avec son épouse Saratrude, il aurait eu cinq enfants, dont au moins deux fils, Leudinus Bodo, évêque de Toul, et Fulculfus, ainsi qu'une fille aveugle, Salaberge. Celle-ci aurait recouvré la vue par miracle grâce à la bénédiction de l'abbé Eustache selon La Vie de Salaberge. Ce récit a sans doute été imaginé pour glorifier la famille de Gondoin et montrer la relation étroite entre les activités de l'abbaye de Luxeuil et le pouvoir du duc. En effet, Valbert de Luxeuil, successeur d'Eustache, a souhaité fonder un nouveau monastère pour accueillir une colonie de moines. Au milieu du VIIe siècle, Gondoin accorde alors à l'abbé des terres et fonde avec lui l'abbaye de Moutier-Grandval dans la vallée de la Sorne. L'objectif est probablement d'implanter l'autorité du duc d'Alsace dans cette région reculée du massif du Jura, jusqu'au lac de Thoune,.
Le successeur de Gondoin se nomme Boniface, également appelé Bonifatius, Bonifacius ou encore Bonefacius. Peu mentionné dans les sources, il devient duc d'Alsace a une date inconnue au milieu du VIIe siècle. Il apparaît dans le codex de l'abbaye de Wissembourg comme premier donateur du monastère vers 661. Il fonde probablement l'abbaye de Munster vers 662, sur l'ordre du roi Childéric II, pour mettre en valeur la vallée de Munster et établir une route à travers les Vosges, dans un secteur presque infranchissable. Boniface est mentionné pour la dernière fois dans une source qui date de 664 ou 666.
Il semble administrer l'Alsace jusqu'à la fin des années 660. Le titre de duc est ensuite confié vers 670-675 à Etichon-Adalric et transmis à ses descendants, Adalbert puis Liutfrid, qui forment la dynastie des Étichonides comme ils sont plus tard désignés,,.
À travers ces fondations monastiques, il s'agit de donner aux moines des terres et des forêts à défricher. L'une des principales préoccupations de ces premiers ducs d'Alsace, en tant que chefs militaires, semble avoir été l'ouverture de routes à travers le Jura, les Vosges et la forêt du Mundat autour de Wissembourg. Envoyés en Alsace pour défendre les intérêts du royaume, les ducs sont des fonctionnaires soumis à la volonté du roi et chargés de représenter le pouvoir central. Délégués par le souverain, ils exercent leur commandement militaire et leur autorité administrative sur des personnes et non sur un territoire. En effet, le terme de « duché » n'apparaît pas dans les textes à cette époque. L'organisation civile ou militaire est mal connue : la justice est rendue durant des plaids publics, réunis régulièrement, ce qui permet d'assurer la paix sociale et de symboliser le pouvoir du duc au service au roi.

### Consolidation

#### Statut administratif

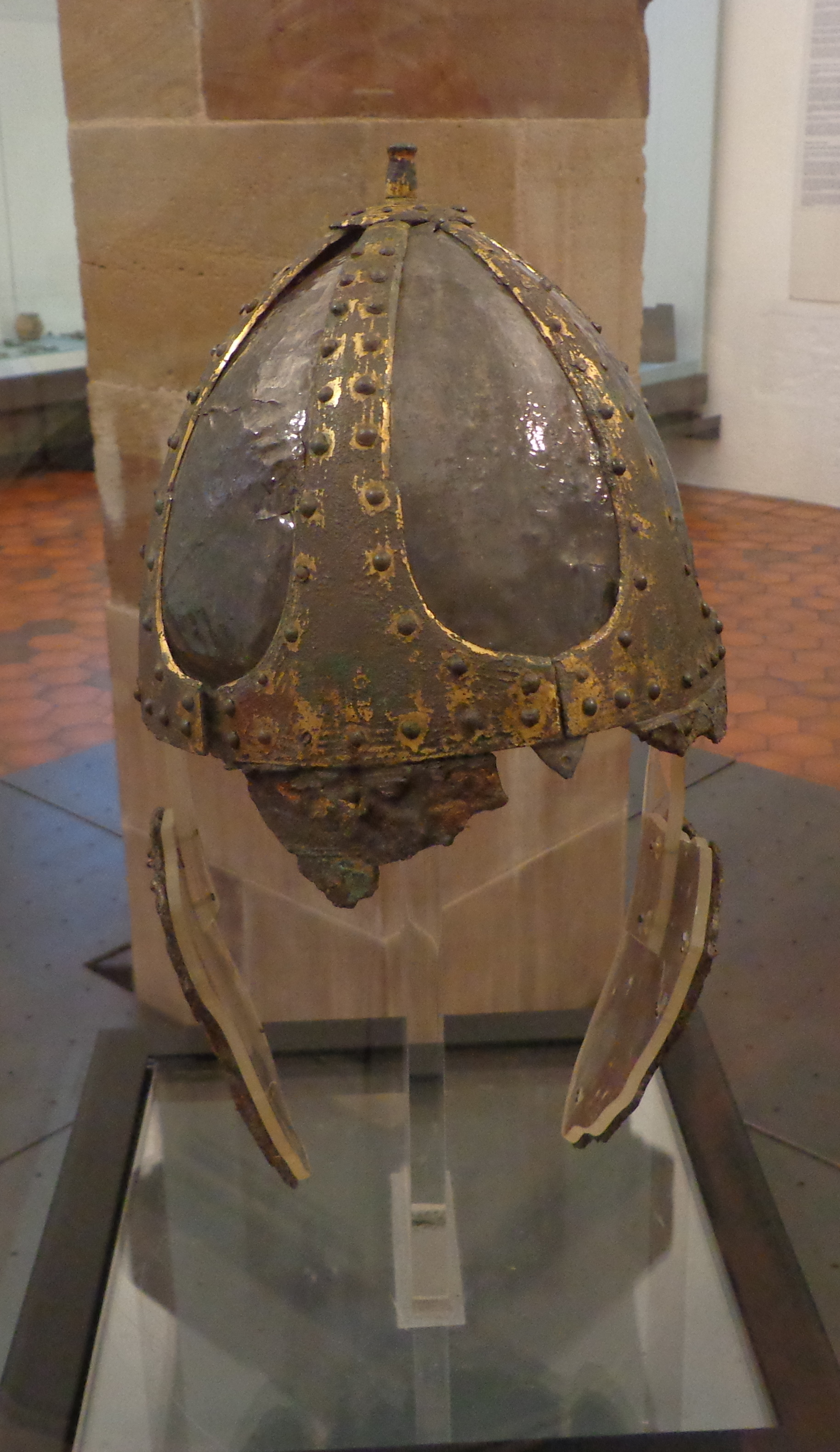
Un casque franc de fabrication byzantine datant du a été retrouvé dans une tombe à Baldenheim, dans l'actuel Bas-Rhin.
(Musée archéologique de Strasbourg)

À l'époque mérovingienne, l'administration locale du royaume des Francs repose sur la cité (en latin : civitas) qui n'est pas une ville, mais une unité territoriale héritée de l'administration romaine qui correspond à chaque peuple celte ou germanique établi en Gaule depuis l'Antiquité. Les rois francs installent dans chaque cité un représentant royal qui porte le titre romain de « comte » (comes). Lorsqu'il s'agit d'une région périphérique difficilement intégrée au royaume, le souverain nomme un « duc » (dux) comme en Alémanie, en Bavière et en Alsace afin de protéger le centre du territoire franc,.
Ce fonctionnaire reçoit une délégation du pouvoir royal sur un espace nommé « pagus » : il est chargé d'y rendre la justice, d'y percevoir les impôts et taxes et de s'occuper des levées militaires. Ce pouvoir ne lui est attribué que de façon temporaire et peut lui être retiré. Quasi inconnu du monde antique, le pagus est une authentique création franque. Il est le produit d'un processus lent, obscur, mais original, d'encadrement des populations sur le plan administratif. Le terme gau est également utilisé comme équivalent dans les régions germaniques.
N'ayant qu'un statut flou au VIe siècle, l'Alsace franque a été organisée à partir du VIIe siècle. Le terme de « duché » est anachronique à l'époque mérovingienne : il est uniquement questions de « ducs » censés contrôler un domaine dans laquelle l'autorité royale est encore mal assise. L'Alsace est mentionnée comme un pagus en 695. En effet, la formule « in pago Alisacinsae » est utilisée dans un acte juridique rédigé dans la région de Wissembourg et daté du 1er avril 695,.
Dans les chroniques ultérieures, on trouve les versions pagus Aliscacinse et pagus Elisacense, relayées par les formes allemandes de Helisaze et Elisâzzo, en attendant le nom définitif de Elsaß. La dénomination de « pagus Alsacensis » est systématiquement utilisée au VIIIe siècle pour décrire le cadre d'action et la juridiction territoriale du détenteur du titre de dux.
Le modèle d'un grand pagus sous la direction d'un duc se retrouve en Alsace et dans d'autres régions franques, mais le terme « ducatus » n'est pas formellement employé avant le IXe siècle. Le pagus s'étend à l'ensemble de l'Alsace qui n'est pas divisée à cette époque. La zone d'influence des ducs regroupe le pagus Alsacensis, l'Ajoie (Eslgau) et la vallée de la Sorne (Sornegau) dans le massif du Jura,.
Le rôle du duc est de percevoir les revenus fiscaux tirés de domaines appartenant au roi mérovingien ou prélevés sur les activités commerciales sous forme de taxes appelées tonlieux. Le duc d'Alsace est assisté par un comte pour administrer l'ensemble du pagus. Apparu vers 675, il n'y a qu'un seul comte pour toute la région, mais son rôle n'est pas précisément connu. La gestion des domaines royaux et des terres fiscales est confiée à un fonctionnaire royal appelé domesticus,.
En ce qui concerne la justice, le duc représente le roi. Il est tenu de présider un tribunal nommé « plaid » (placitum) ou « mallus » où siègent des spécialistes du droit nommés rachimbourgs. Ces juristes connaissent le droit romain et les différents codes des peuples du royaume. Comme dans tout le territoire franc, il est probable que les habitants de l'Alsace aient bénéficié de la personnalité des lois qui permet à chaque homme d'être jugé en fonction de son appartenance à un peuple : la Loi salique et la Loi ripuaire pour les Francs, le Pactus et la Lex Alamannorum pour les Alamans et le Code théodosien pour ceux qui se définissent encore comme Romains. Selon le droit du haut Moyen Âge, la loi ne s'applique pas à un territoire donné mais aux individus où qu'ils se trouvent.
Par ailleurs, le duc touche une partie des revenus publics ainsi que des amendes et des compensations judiciaires. En effet, il reçoit la jouissance de quelques terres publiques, dont il tire un revenu pendant la durée de sa fonction et qu'il abandonne à sa sortie de charge. Le pouvoir mérovingien admet qu'il perçoive un pourcentage des amendes. La collecte des impôts peut aussi être l'occasion d'une prise de bénéfice. Il se rémunère donc à la source, ce qui semble l'inviter à être intransigeant dans l'exercice de ses fonctions judiciaires. Le représentant du roi dispose ainsi d'une large délégation de pouvoirs régaliens, ce qui explique que les textes hagiographiques présentent généralement le duc sous un jour négatif : ses rôles fiscaux et judiciaires en font un personnage redouté,.

#### Ascension des Étichonides

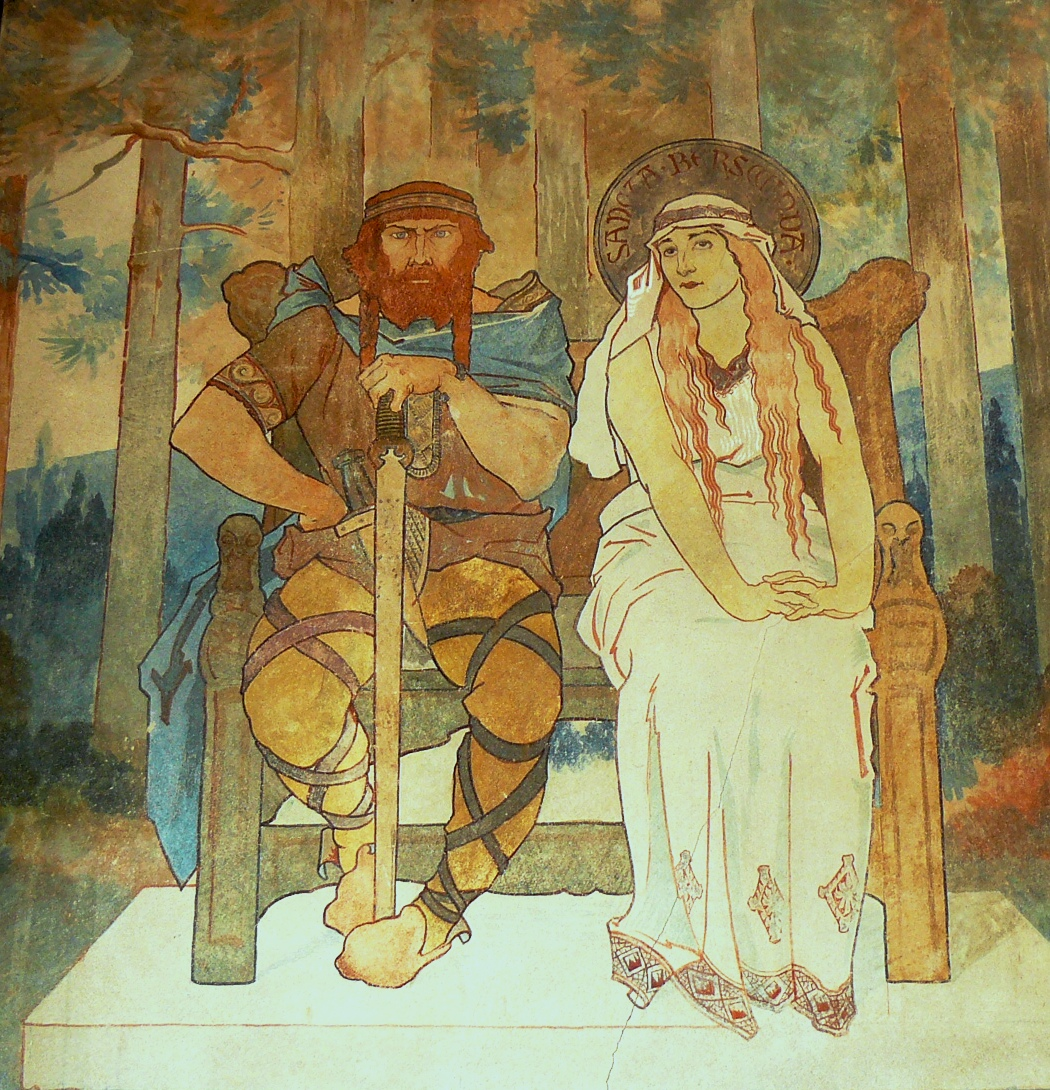
L'artiste alsacien Charles Spindler a imaginé au début du XXe siècle les portraits du duc Etichon-Adalric et de sa femme Bereswinde.
(Abbaye de Hohenbourg)

À la fin du VIIe siècle, l'administration du pagus d'Alsace est confiée à Etichon-Adalric qui succède au duc Boniface, mort vers 670. Etichon-Adalric reçoit le titre de duc d'Alsace de Childéric II à une date incertaine, au plus tard le 4 mars 675, date à laquelle il apparaît dans cette fonction dans un diplôme de ce roi en faveur de l'abbaye de Munster.
Le nom d'Etichon-Adalric est celui retenu par les historiens pour condenser toutes les dénominations présentes dans les sources de différentes époques. La forme la plus ancienne de son nom, Chadicus, figure dans la charte de 675. On l'appelle aussi Aticus, Adalricus, Chadalricus, Etih et Eticho selon les textes. Il semble être originaire de la noblesse franque du royaume de Bourgogne, plus précisément du pagus Attoariensis à proximité de Dijon. Ses grands-parents supposés, le duc Amalgaire et son épouse Aquilina, ont fondé deux monastères dans le nord de la Bourgogne vers 620.
Son père semble être lui-même dénommé Adalric, si ce n'est pas Liuthéric ou Léodoric, et a probablement succédé à Amalgaire à la tête du pagus Attoariensis. La plupart des informations concernant Etichon-Adalric et sa famille sont incertaines car elles sont issues de textes hagiographiques consacrés à son entourage, notamment à sa fille présumée Odile, dont La Vie de sainte Odile mélange des mystifications légendaires et des faits biographiques authentiques. Le nouveau duc émerge dans le contexte des crises qui se déclenchent quelques mois plus tard avec l'assassinat de Childéric II,.
En effet, une nouvelle guerre civile éclate au sein du royaume des Francs. Le conflit oppose le roi Thierry III de Neustrie et de Bourgogne à la noblesse d'Austrasie, ainsi que le maire du palais Ébroïn à l'évêque Léger d'Autun. Etichon-Adalric semble d'abord s'être rallié à Léger, présenté comme un parent de son épouse, Bereswinde, dans La Vie de sainte Odile. Il change ensuite d'allégeance et figure parmi les partisans d'Ébroïn. Le rôle d'Etichon-Adalric dans ce conflit est mentionné dans La Vie de saint Léger qui relate l'exécution de l'évêque par le maire du palais. Le duc d'Alsace profite apparemment de la guerre civile et du meurtre d'un allié de Léger, Hector, pour tenter de s'emparer de son titre de patrice de Provence. Etichon-Adalric aurait lui-même exercé déjà cette fonction auparavant. Il participe alors à l'expédition menée par Thierry III en Bourgogne ainsi qu'à l'assaut contre Lyon qui se solde par un échec face à l'évêque Genès de Lyon.
Après cette défaite et l'effondrement de ses perspectives en Provence, il abandonne Thierry III et se replie sur l'Alsace. Comme lui, beaucoup de nobles francs gardent des horizons amples parce qu'ils ont partout des intérêts, ou au moins l'espoir d'obtenir des titres et des terres. Il rejoint ensuite les partisans de Dagobert II d'Austrasie, ce qui lui valut la confiscation de ses possessions familiales en Bourgogne par Thierry III en 676 ou 677. Ses terres bourguignonnes sont données à l'abbaye de Baume-les-Dames, fondée par sa famille,,.

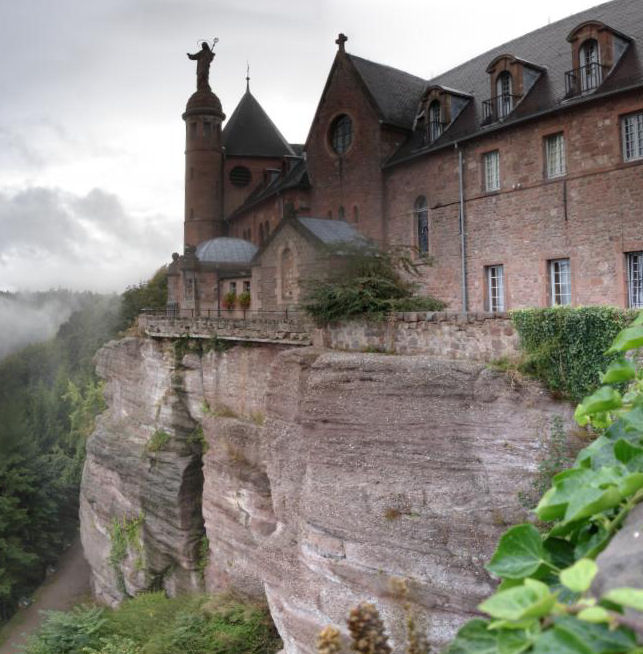
L'abbaye de Hohenbourg a été construite sur le mont Sainte-Odile, probablement à l'emplacement d'une ancienne demeure du duc d'Alsace.

Etichon-Adalric se consacre alors à la consolidation de son domaine en Alsace, notamment dans la vallée de la Sorne, appelée également Sornegau. Cette région, bien que soumise au duc d'Alsace, semble bénéficier d'une large autonomie depuis les ducs Gondoin et Boniface. Selon La Vie de Germain de Grandval, Etichon-Adalric envahit le territoire avec des guerriers alamans pour soumettre ses habitants. Il semble accompagné du duc Waimer de Champagne et des anciens comtes Desideratus-Dido de Chalon-sur-Saône et Bobo de Valence. 
Etichon-Adalric prend pour cible le centenier (centenarius), agent local dans la région, probablement dans le but de le remplacer par son propre homme, le comte Erich. Celui-ci apparaît comme chef militaire et conseiller du duc. Il est probable que la juridiction d’Erich, qui semble bien informé sur la situation du Sornegau, se situe dans la partie sud de l'Alsace.
Le duc convoque alors le centenier et ordonne l'exil des habitants de la vallée qu'il estime être en rébellion. L'abbaye de Moutier-Grandval, fondée par un duc d'Alsace, prend alors parti pour les habitants. L'abbé Germain de Moutier-Grandval (en) et le bibliothécaire du monastère, Randoald (en), décident de rencontrer Etichon-Adalric pour montrer leurs désapprobations et le sermonner. Il semble que le Sornegau ait été ravagé et les deux religieux assassinés au détour d'un chemin à la suite de cette audience. S'il est difficile d'établir l'authenticité historique des faits, ce récit présente néanmoins le duc comme un personnage qu'il faut craindre car il détient l'autorité dans le domaine qu'il administre. Après la mort de Dagobert II en 679, le duc Etichon-Adalric a vraisemblablement soutenu le maire du palais Pépin de Herstal puis reconnu avec lui le roi Thierry III comme souverain du royaume réunifié. À son tour, le roi maintient Etichon-Adalric comme duc d'Alsace. Il n'apparaît vraisemblablement plus dans les sources après le 9 février 683,.
Un homme est toutefois mentionné sous le nom « Adalric » et siégeant au tribunal du roi sous Clovis IV à Valenciennes en 693 et auprès de Childebert IV à Compiègne le 14 mars 697. Il serait également le vir inluster, un « homme éclairé » qui, le 25 avril 697, échange avec l'abbé de Saint-Germain-des-Prés des biens dans le pagus du Pincerais. Cet homme n'est pas clairement désigné comme duc d'Alsace, mais son nom laisse entrevoir qu'il s'agit peut-être d'Etichon-Adalric,.

#### Vestiges et succession

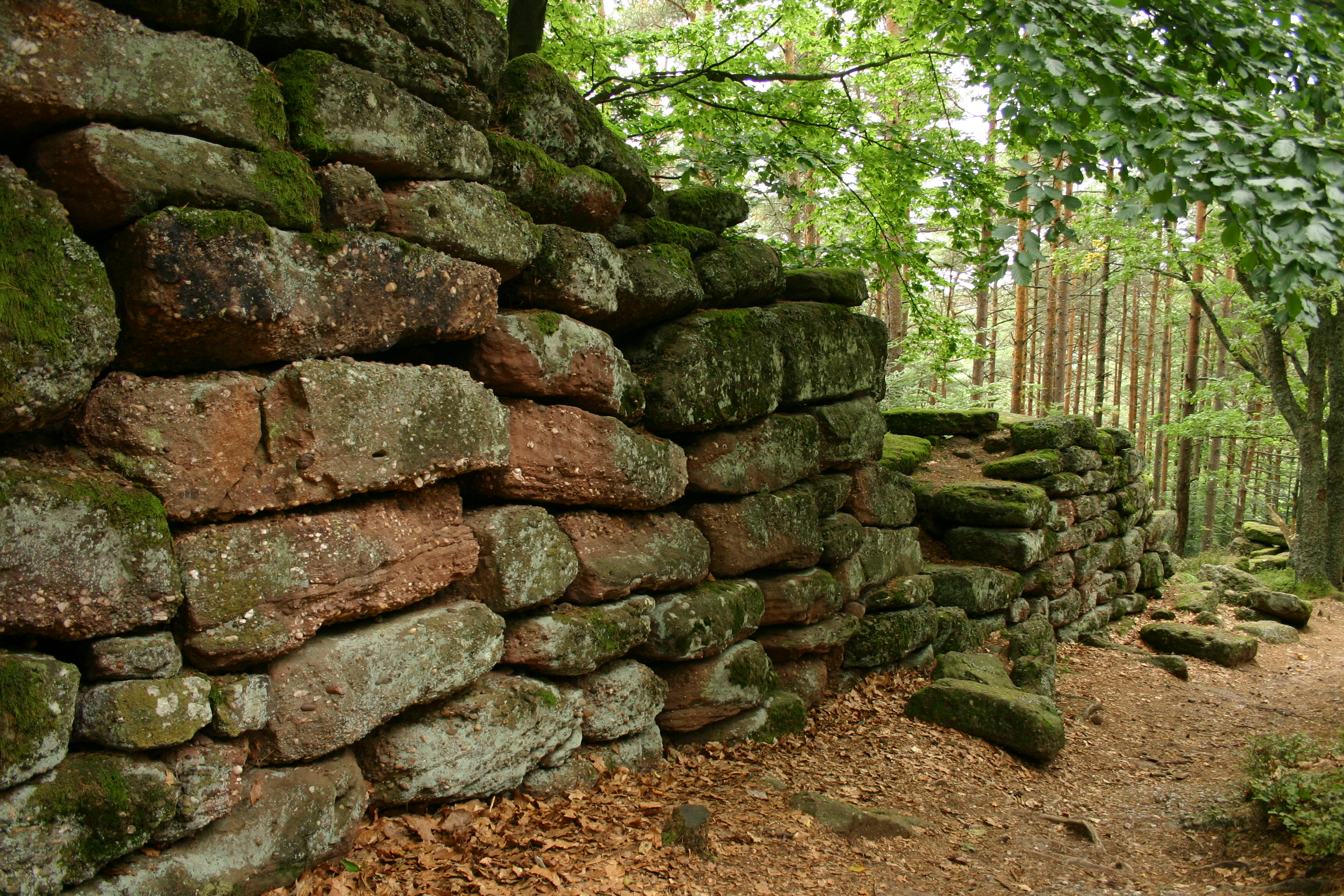
La construction du Mur païen du mont Sainte-Odile aurait été initiée par le duc Etichon-Adalric vers 675 pour affirmer son autorité sur l'Alsace.

Selon la chronique de l'abbaye d'Ebersmunster, une villa mérovingienne à Ehenheim, actuellement Obernai, aurait existé et servi de résidence ducale à la fin du VIIe siècle. La forteresse du Hohenbourg, située à proximité sur l'actuel mont Sainte-Odile, aurait eu la même fonction. La forteresse est incluse dans le Mur païen qui encercle le sommet sur une longueur de 11 kilomètres. Désignée par le mot « urbs » dans une charte du VIIIe siècle, cette enceinte est formée d'environ 300 000 blocs de grès des Vosges fixés par des tenons en bois. Des analyses dendrochronologiques récentes sur ces éléments en bois révèlent qu'ils ont été fabriqués entre 675 et 681, à savoir à l'époque d'Etichon-Adalric. Son rôle défensif n'étant clairement pas établi, cette fortification de montagne est vraisemblablement une construction de prestige voulue par le duc d'Alsace pour affirmer son autorité sur la région. La guerre civile de 675 et l'affaiblissement de la royauté mérovingienne ont favorisé l'affirmation du pouvoir local de la dynastie des Étichonides à travers la construction de cet édifice puis la fondation de l'abbaye de Hohenbourg au sein de la résidence ducale,.
Etichon-Adalric meurt à une date indéterminée à la fin du VIIe siècle. Le titre de duc d'Alsace revient alors à Adalbert, présenté comme étant son fils dans La Vie de sainte Odile. Si aucun autre document ne l'indique explicitement, le nom d'Adalbert semble rassembler les noms d'Etichon-Adalric et de son épouse Bereswinde, ce qui pourrait suggérer un lien familial.
Le duc Adalbert a participé à l'expansion de Strasbourg en construisant une villa royale et un nouveau faubourg qui est dénommé « Koenigshoffen », à savoir « cour royale » (en latin : curtis regia). Il est surprenant qu'un duc soit à l'origine de la construction d'une résidence royale et y séjourne. Adalbert aurait été tué par un serviteur de Hohenbourg, toujours selon La Vie de sainte Odile. La mort du duc serait survenue avant décembre 723 selon les informations issues des actes de l'abbaye de Honau qui mentionnent ses deux fils, Liutfrid, obtenant à son tour le titre ducal à cette date, ainsi qu'Eberhard.
Ainsi se forme la dynastie des Étichonides. Ils consolident leur position dans la région en monopolisant le pouvoir local. Tout d'abord, ils transforment leurs charges de duc d'Alsace et de comte en héritages familiaux, à l'image des Pépinides qui occupent la fonction de maire du palais d'Austrasie sur plusieurs générations. Ainsi, le duc Etichon-Adalric confie d'abord la fonction de comte à des alliés puis l'attribue à son fils Adalbert vers 683 avant que celui-ci ne devienne duc. Lorsque Liutfrid est duc d'Alsace à partir de 723, son frère Eberhard détient à son tour le titre comtal. Celui-ci est par ailleurs domesticus et s'occupe de la gestion des biens du domaine royal dans le pagus, à savoir le fisc. La famille ducale d'Alsace met ainsi la main sur la gestion des revenus royaux dans la région. Ce monopole des principales charges permet vraisemblablement aux Étichonides de disposer avec une grande latitude des propriétés fiscales et de structurer leurs activités à travers la fondation et le financement de plusieurs monastères.
Depuis l'ascension des Étichonides, le duc d'Alsace est toujours accompagné d'un comte. Cette charge est d'abord occupée par les comtes Rodebert et Erich, qui semblent avoir exercé leur autorité sur le sud de l'Alsace. Rodebert apparaît dans la charte du 4 mars 675 qui mentionne Etichon-Adalric pour la première fois. Son autorité administrative en tant que comte semble centrée sur la région de Colmar, alors qu'Erich participe à l'expédition militaire dans la vallée de la Sorne. Ces deux personnalités ne font probablement pas partie de la famille des Étichonides. Le titre de comte d'Alsace semble contrôlé par un membre de la dynastie à partir d'Adalbert puis transmit à son second fils Eberhard,.

#### Expansion du monachisme

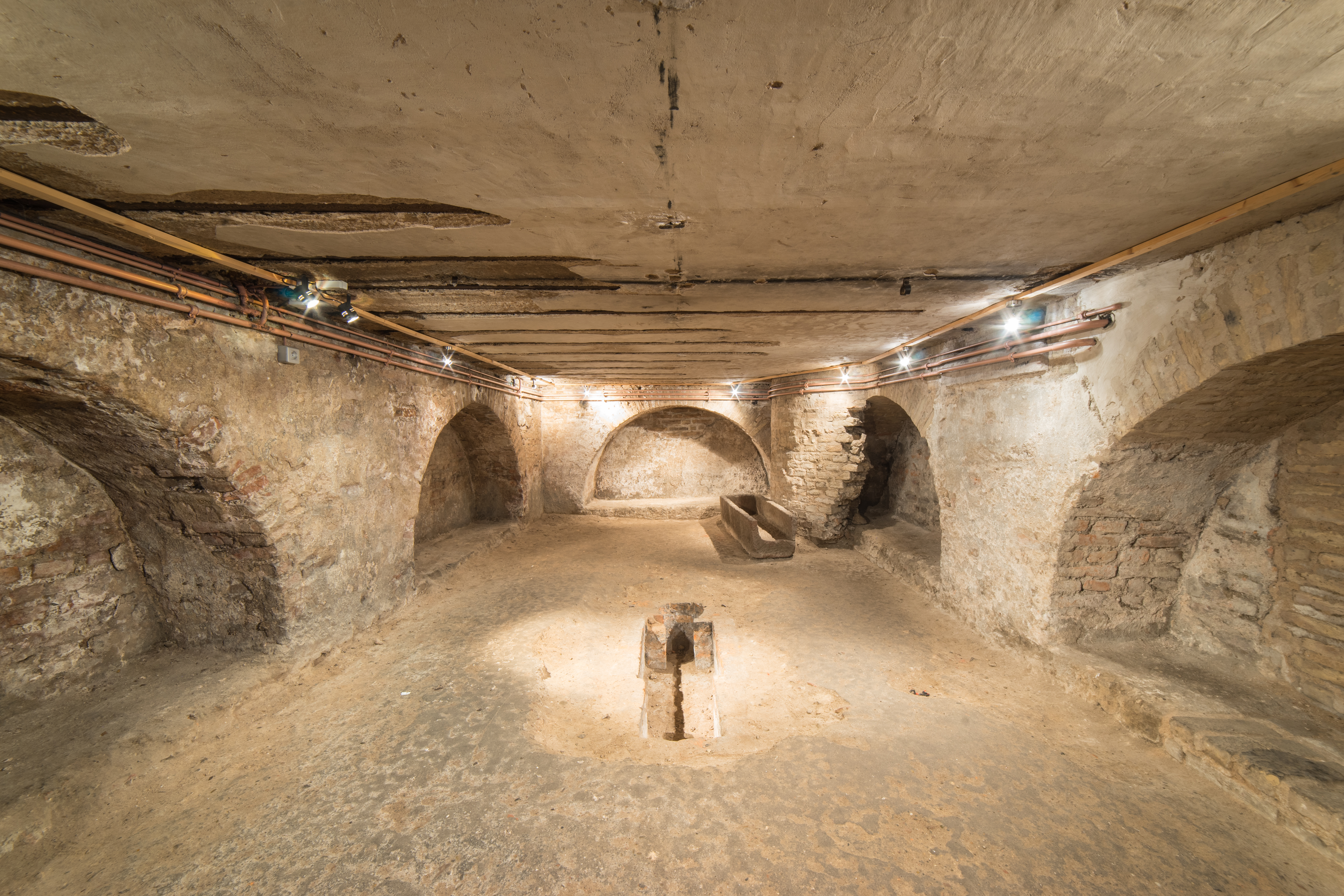
Une crypte d'une ancienne église du VIIe siècle et dédiée à Colomban se trouve sous l'église protestante Saint-Pierre-le-Jeune de Strasbourg.

Le christianisme se diffuse en Gaule durant le haut Moyen Âge à travers l'évangélisation des populations par les évêques, mais également par des ermites qui sillonnent les campagnes. Colomban, un moine irlandais arrivé en Armorique à la fin du VIe siècle, a ainsi traversé la plaine d'Alsace en remontant le Rhin vers 610-613, à l'époque durant laquelle la région est disputée entre plusieurs rois francs. Après son passage, des communautés religieuses se forment progressivement et se réclament de la règle de saint Colomban. Le monachisme chrétien commence à s'implanter dans le royaume des Francs et se développe davantage après l'accession au trône d'Austrasie de Dagobert Ier en 629,.
En Alsace, l'abbaye de Wissembourg est probablement fondée dès 631 et une communauté de moines aurait existé dans la vallée de Munster à partir de 633, bien avant la fondation et le financement de l'abbaye par le duc Boniface d'Alsace vers 662. La noblesse franque soutient, par ses donations et l'envoi au couvent de ses enfants, l'essor et la diffusion du monachisme irlandais qui, dans le territoire franc, peut désormais être qualifié de « monachisme iro-mérovingien ». Les rois et les leudes ont besoin d'un appui religieux pour asseoir leur puissance et d'une aura sacrée pour étendre leur rayonnement. Avant la conversion de Clovis au christianisme, les élites franques ont cherché la sacralisation de leur pouvoir dans la religion celtique et la religion germanique : la dynastie mérovingienne la trouve désormais dans les monastères.
Les ducs d'Alsace, notamment ceux de la dynastie des Étichonides, se sont également illustrés dans la fondation de plusieurs couvents dirigés par des membres de leur famille. L'abbaye d'Ebersmunster a été fondée vers 675 sous l'influence conjointe de l'évêque « irlandais » Déodat de Nevers et du duc Etichon-Adalric d'Alsace, avec son épouse Bereswinde. À la même époque, le duc aurait créé un couvent dans sa forteresse de Hohenbourg. Cette fondation a donné lieu à une légende racontée dans La Vie de sainte Odile,.

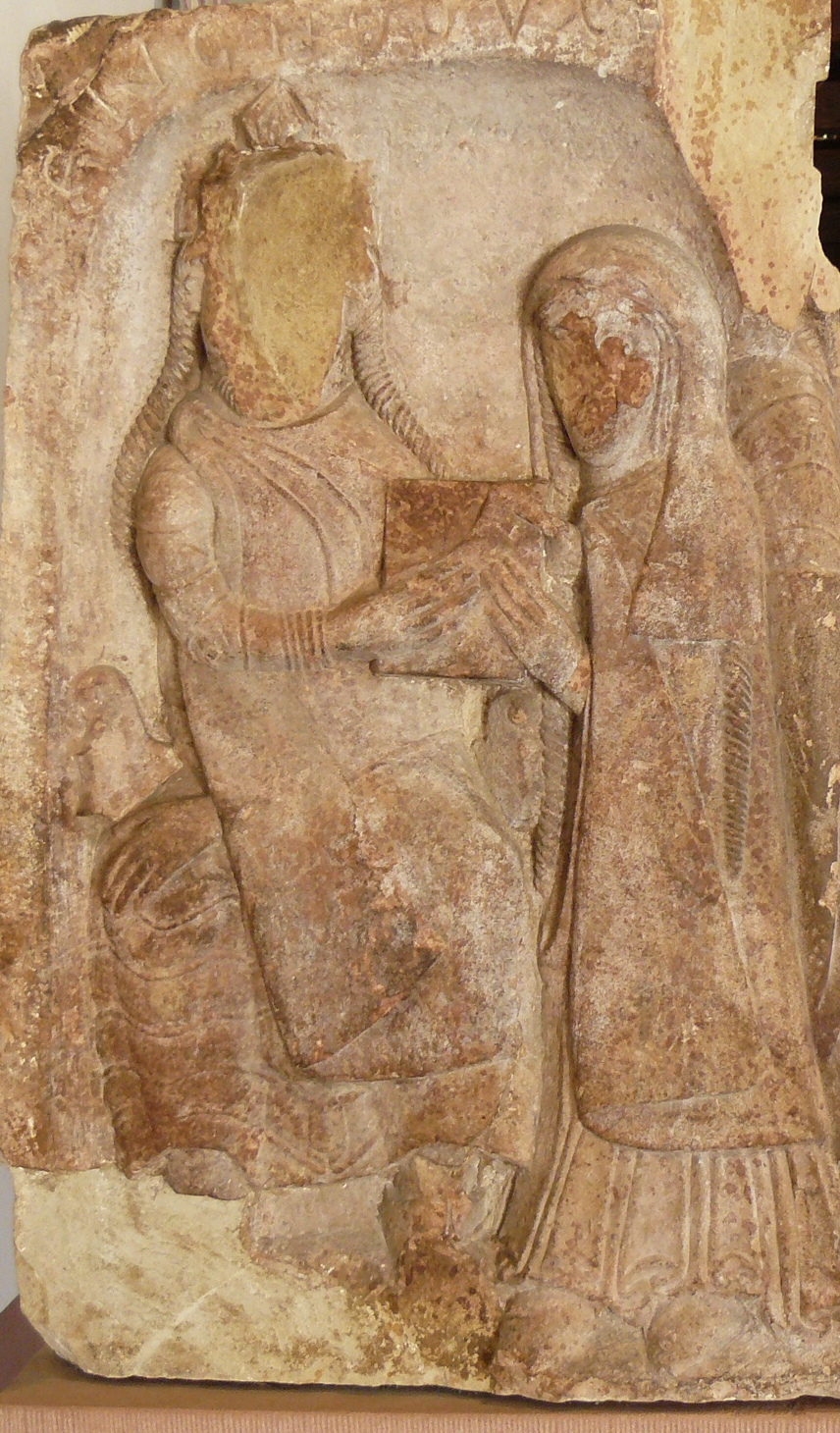
Une stèle du XIIe siècle représente le duc Etichon-Adalric remettant à sa fille Odile de Hohenbourg la charte de donation de l'abbaye qu'elle dirige.
(Abbaye de Hohenbourg)

Selon cette hagiographie, le duc Etichon-Adalric et Bereswinde auraient eu plusieurs enfants, notamment Odile, une fille née aveugle. Le texte rapporte que cette infirmité de la fillette a suscité la colère de son père qui souhaite la faire assassiner. Sa mère l'aurait alors confiée à une nourrice puis cachée dans un monastère dénommé Palma ou Balma, probablement l'abbaye de Baume-les-Dames, dans le comté de Varais en Bourgogne.
Élevée et protégée par les religieuses, la jeune fille recouvre la vue lorsqu'elle est baptisée par l'évêque Erhard de Ratisbonne, originaire de Scotia, l'actuelle Irlande. Après ce miracle, Odile est retrouvée par l'un de ses frères, appelé Hugues, qui l'aide à rentrer auprès de leur famille. Lorsqu'il apprend le retour de sa fille, Etichon-Adalric s'emporte à nouveau et tue son fils Hugues en le frappant. La légende indique que le duc fonde ensuite un monastère à Hohenbourg pour expier le meurtre de son fils, avant de le confier à Odile sur son lit de mort. Elle devient alors la première abbesse ainsi que la mère spirituelle de cent-trente moniales de la nouvelle abbaye. Le rayonnement charismatique d'Odile a attiré de nombreux disciples et des pèlerins. Elle fait ensuite construire dans la vallée en contrebas, l'abbaye de Niedermunster, pour éviter aux plus âgés et aux malades de gravir la montagne.
L'existence historique du personnage d'Odile n'est toutefois pas avérée. Le récit légendaire qui lui est consacré a été composée au début du Xe siècle par un religieux de Hohenbourg. Il semble reprendre des éléments de l'hagiographie dédiée à Salaberge et datant du VIe siècle : aveugle puis guérie par un religieux, la fille de Gondoin est, comme Odile, issue d'un duc d'Alsace et a fondé un monastère. Les similitudes entre les deux parcours semblent indiquer une inspiration commune et des thèmes récurrents dans les légendes de la région au haut Moyen Âge. Par ailleurs, dans La Vie de sainte Odile, le duc Etichon-Adalric est présenté sous les traits d'un personnage violent, dont l'autorité est redoutable, comme l'a décrit La Vie de Germain de Grandval en relatant son expédition brutale dans le Sornegau. Si ces textes hagiographiques ne constituent pas des sources fiables pour connaître les faits historiques, ils fournissent quelques indications. 
Ainsi, l'établissement d'une communauté religieuse dans la forteresse de Hohenbourg semble avoir été initié par Etichon-Adalric. Ce monastère a pu héberger, à ses débuts, un groupe d'hommes et un autre de femmes qui ont à la fois suivi la règle de saint Colomban et la règle de saint Benoît. L'existence d'une abbaye composée exclusivement de femmes à cet endroit est attestée pour la première fois par une charte authentique en 783. Cette communauté de moniales a vécu dans des lieux aménagés à l'intérieur du Hohenbourg : l'abbaye fondé par le duc et sa fille présumée reste un « monastère castral » au moins jusqu'au début du XIIe siècle.

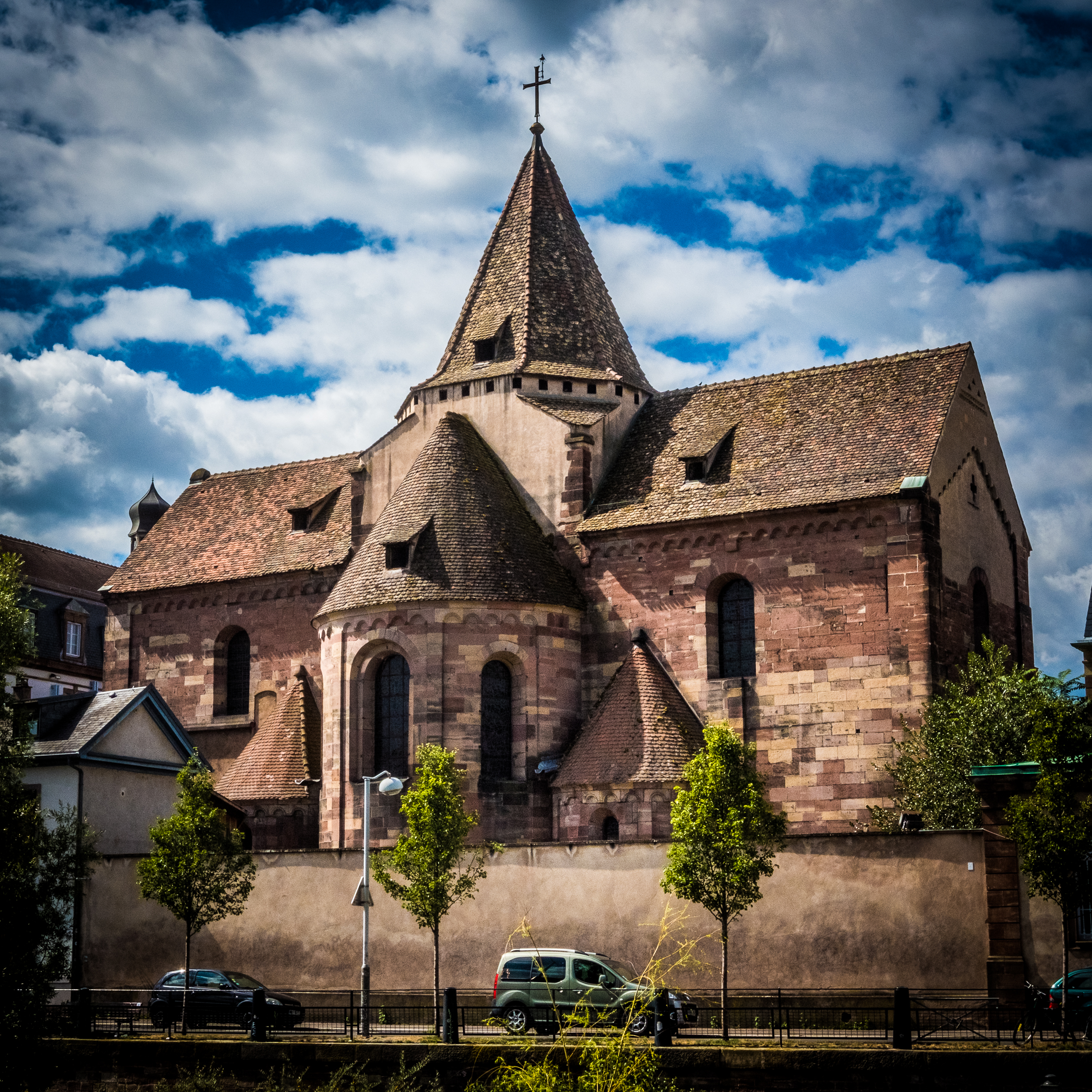
L'abbaye Saint-Étienne de Strasbourg a été fondée par le duc Adalbert d'Alsace puis dirigée par sa fille Attale au début du VIIIe siècle.

Contrairement aux autres enfants d'Etichon-Adalric mentionnés dans La Vie de sainte Odile, l'existence d'Adalbert est attestée par des sources de l'époque. Lorsque son père meurt, il lui succède et devient duc d'Alsace probablement vers 700. Peu de temps après, il fonde l'abbaye Saint-Étienne de Strasbourg et y installe sa fille Attale comme première abbesse de ce nouveau couvent vers 718.
Le duc Adalbert fonde également l'abbaye de Honau, sur une île du Rhin située au nord de Strasbourg, avec ses fils Liutfrid et Eberhard vers 721-722. La fondation de ce monastère, également appelé monasterium Scotorum, s'est faite en coopération avec un groupe de moines venus de Scotia pour convertir les tribus païennes encore présentes dans la région du Rhin supérieur. Deux autres filles d'Adalbert sont également devenues abbesses au début du VIIIe siècle : Gondelinde dirige désormais Niedermünster alors que sa sœur Eugénie succède à leur tante Odile à Hohenbourg,.
Quant à leur frère Eberhard, il dote généreusement l'abbaye de Murbach, dans les Vosges. Les Étichonides ont ainsi établi un réseau de monastères pour ancrer leur dynastie en Alsace. Ils semblent avoir acquis une partie de leur fortune grâce à leur pouvoir et à leur position comme ducs d'Alsace et fondateurs, mécènes ou dirigeants d'abbayes. La gestion des biens royaux dans la région leur étant confiée, il est probable que l'installation de membres de leur famille à la tête de monastère leur ait permis d'assurer leur mainmise sur ces terres, en les contrôlant ensuite à titre personnel, comme des monastères propriétaires,.

### Disparition

#### Fin du titre mérovingien

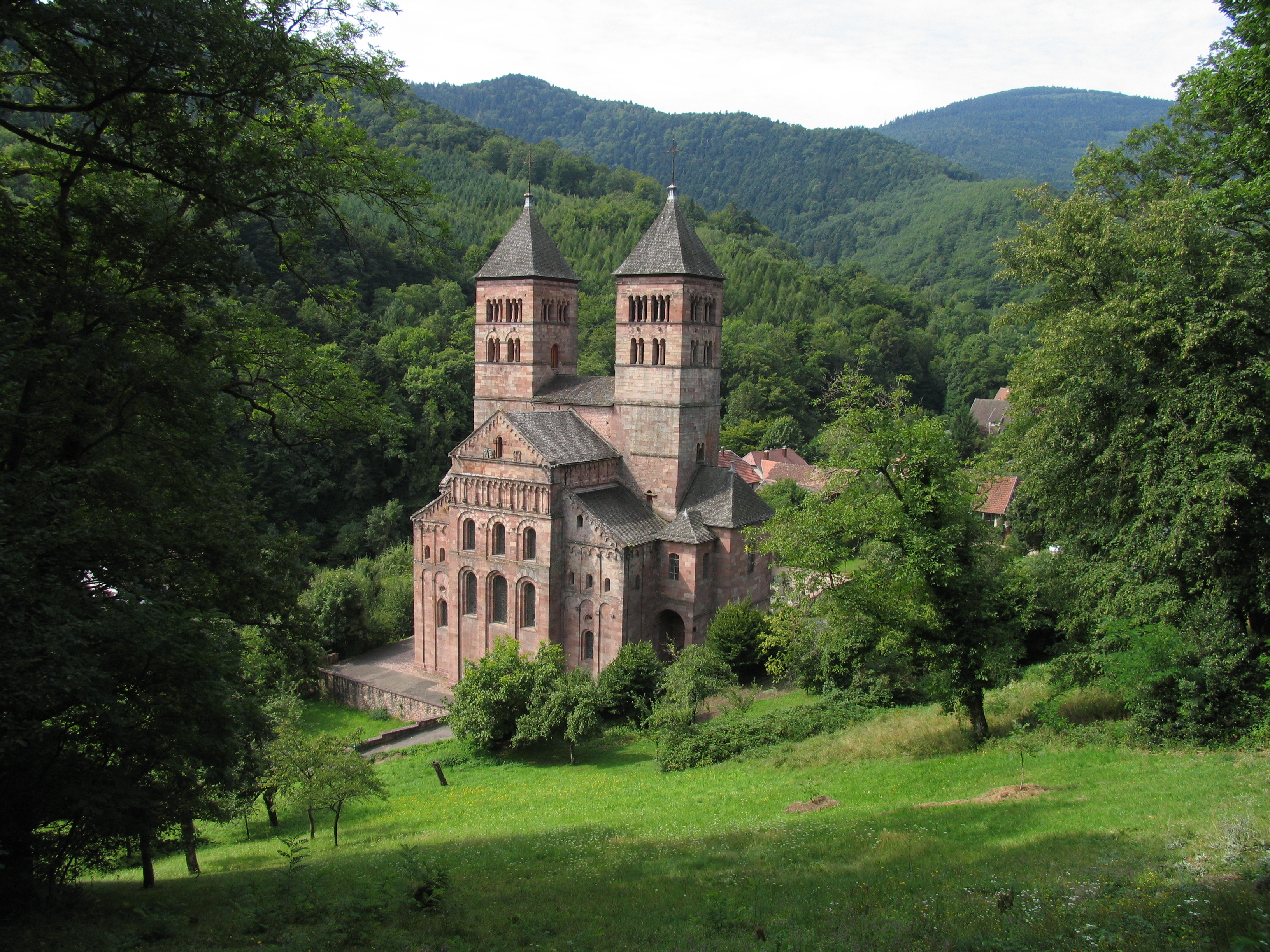
L'abbaye de Murbach a été fondée et soutenue financièrement au début du VIIIe siècle par le comte Eberhard, frère du duc Liutfrid d'Alsace.

Fils d'Adalbert, Liutfrid est le dernier duc d'Alsace de l'époque mérovingienne. Il succède probablement à son père durant l'année 722 comme semblent l'indiquer deux chartes de l'abbaye de Honau. En effet, le 11 décembre 723, le nouveau duc et son frère Eberhard cèdent aux moines de ce monastère tous les biens qu'ils ont reçus en partage sur l'île de Honau à la mort d'Adalbert,.
Les deux frères apparaissent également dans des chartes de l'abbaye de Wissembourg et de celle de Murbach. Ces documents indiquent le nom de leur mère, Ingina. La duchesse Hiltrude, l'épouse de Liutfrid, et Himiltrude, celle d'Eberhard, sont également mentionnées dans ces documents. L'un d'eux précise que le duc a perçu à tort des taxes militaires (haribannus), des amendes judiciaires (freta) et des impôts directs (stuafa) destinés à l'abbaye de Wissembourg et qu'il renonce par conséquent à ces perceptions. La situation illustre que l'influence du duc d'Alsace s'étend au-delà des limites du territoire qu'il est sensé administré, tout comme Etichon-Adalric dans le Sornegau auparavant,.
Les chartes de Wissembourg montrent les différentes sources de revenus qui ont pu alimenter la fortune de la dynastie des Étichonides. Un acte de 739 est le dernier document daté qui émane de Liutfrid. Son nom est mentionné une dernière fois avec celui de son fils Hildifrid dans une charte de Wissembourg en 742. Le destin ultérieur du duc n'est pas connu,.
Le déclin des Étichonides reste incertain. Aucun membre de la famille ni aucun autre noble franc n'a repris le titre de duc d'Alsace à la suite de Liutfruid. Son frère Eberhard apparaît d'abord comme chargé de l'administration des biens royaux (domesticus) en Alsace en 723. Il est ensuite mentionné comme exerçant la fonction de comte (comes), c'est-à-dire inspecteur de la justice et de l'administration ducale, dans un document du 13 mai 728,.
La même année, il fonde l'abbaye de Murbach avec l'évêque missionnaire Pirmin. Devenu aveugle et ayant perdu son fils unique Anfrid, Eberhard quitte ses charges laïques : il se retire alors à l'abbaye de Remiremont, dans le massif des Vosges, vers 735, après la mort de sa première épouse Hiltrude, et sans doute aussi de sa seconde femme Theutila. Il décède en 747 dans ce monastère ou dans celui de Murbach, qu'il a désigné comme son héritier légal lors de sa dernière donation,.

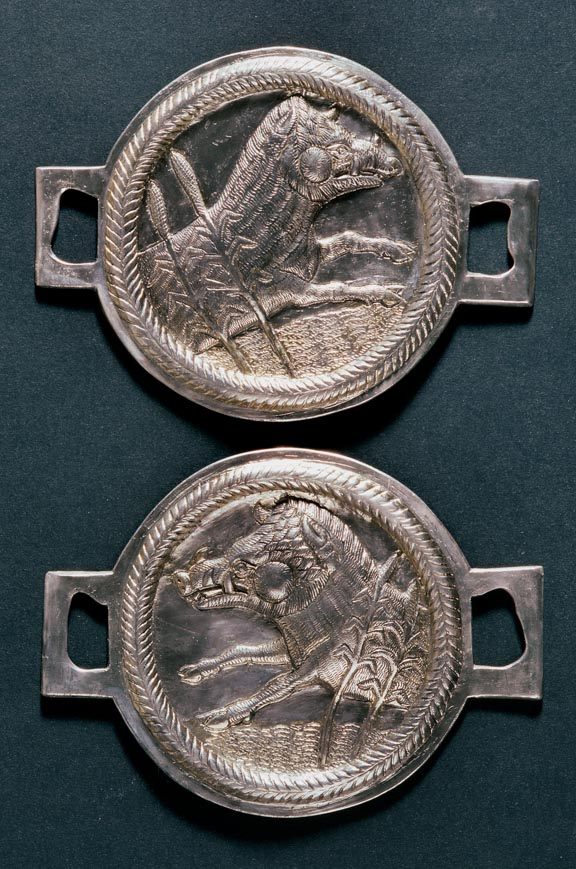
Des phalères en argent décorées d'un sanglier, vestiges de l'époque mérovingienne, ont été découvertes à Ittenheim, dans l'actuel Bas-Rhin.
(Musée archéologique de Strasbourg)

La disparition du titre et de la fonction de duc d'Alsace s'explique probablement par les bouleversements que traversent la région et l'ensemble du royaume des Francs au milieu du VIIIe siècle. En effet, la famille des Pépinides accroît progressivement son pouvoir au détriment de la dynastie royale des Mérovingiens : Charles Martel puis ses fils Carloman et Pépin le Bref détiennent la charge de maire du palais en Austrasie, en Neustrie ainsi qu'en Bourgogne, et gouvernent réellement le royaume. Ils se chargent de réprimer les révoltes des Alamans par la force et à travers la suppression en 732 du duché d'Alémanie, créé par les Francs deux siècles auparavant. À partir de 742 ou 744, l'Alsace est attaquée par les Alamans à nouveau rebellés contre l'autorité du roi et des maires du palais. Après plusieurs campagnes, la révolte est écrasée lors du procès de Cannstatt de 746, à savoir un plaid à l'issue duquel une partie de la noblesse alamane est jugée et exécutée.
Les Pépinides poursuivent leur ascension et obtiennent le soutien de l'aristocratie franque à travers le royaume : Pépin dépose alors le roi Childéric III en 751, se fait élire souverain à sa place et fonde ainsi la dynastie des Carolingiens. Le rôle des Étichonides lors de ces changements n'est pas connu. Avec la fin de la menace alamane et la restauration de l'autorité royale, la présence d'un duc en Alsace a sans doute été perçue comme inutile. Instaurée pour défendre le Rhin et assurer une protection du territoire franc face aux révoltes, la fonction semble avoir perdu sa raison d'être. Sa suppression a eu lieu durant les années 740, dans des conditions inconnues, probablement à l'initiative de Charles Martel ou de l'un de ses fils. Dans leur conquête du pouvoir, ils ont entrepris de supprimer tous les titres ducaux à travers le royaume, et pas uniquement en Alsace, pour ne laisser que les fonctions de comtes au niveau local.
Dans cette réaffirmation du pouvoir central, Liutfrid s'est peut-être vu retirer sa charge de duc d'Alsace. Il est également possible que ce changement se soit réalisé sans exigence ni violence : le dernier duc se serait alors soumis de lui-même à l'autorité des maires du palais ou du nouveau roi. Ce dernier a en effet compté de nombreux soutiens parmi les élites, notamment l'évêque de Strasbourg, Heddo, ainsi que l'abbé de Honau. Lorsque le titre de duc d'Alsace disparaît, seule la fonction de comte semble subsister et offrir un cadre administratif. Une nouvelle administration locale se met en place et les monastères fondés par les Étichonides passent sous le la tutelle des Carolingiens qui maintiennent la notion de « duché » et instaurent, de manière très éphémère, de nouveaux ducs en Alsace au cours du IXe siècle,.

#### Héritage carolingien

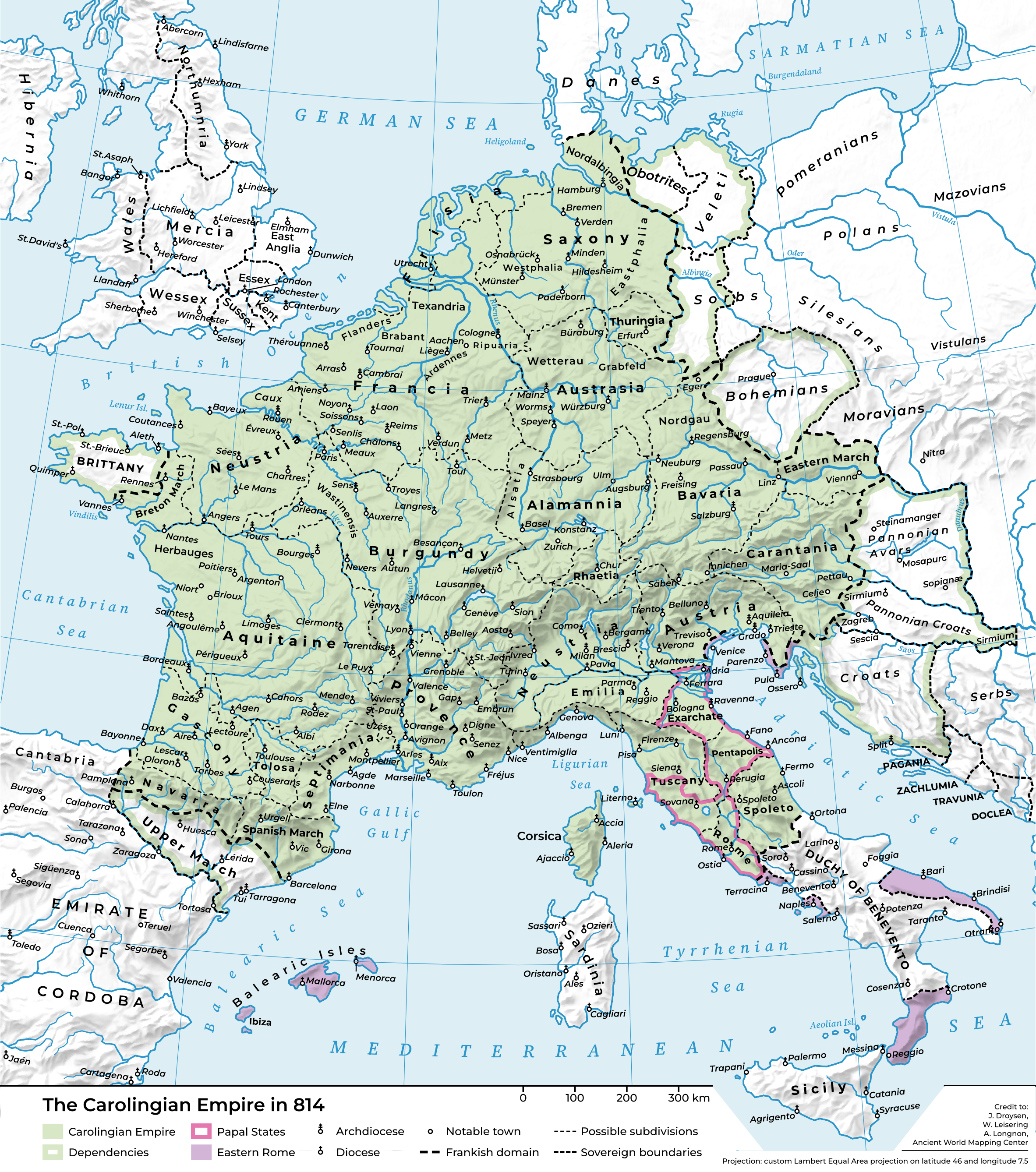
Sans ducs depuis le VIIIe siècle, l'Alsace (Alsatia sur la carte) est considérée comme un « ducatus » dans l'Empire carolingien au début du IXe siècle.

La disparition du titre de duc d'Alsace semble s'être faite pacifiquement. Elle est la conséquence d'une politique royale plus large menée par Pépin le Bref et ses successeurs. Les Carolingiens ont voulu occulter au plus vite les structures mérovingiennes et leurs dignités inférieures : la nouvelle dynastie royale a fini par éliminer les titres de duc, de princeps et de patrice dans l'ensemble du royaume en ne laissant subsister que celui de comte.
L'enjeu pour les Carolingiens a été le contrôle militaire : ils ont alors remplacé les ducs, ayant le pouvoir de commander une armée, par des comtes qui représentent les droits royaux dans les localités. La fonction de comte subsiste alors et correspond encore à un office qui n'est pas lié à un titre seigneurial ou à une circonscription, bien que le pagus Alsacensis semble toujours exister. Le manque d'informations aux VIIIe et IXe siècles ne permet pas de connaître précisément l'organisation administrative de l'Alsace à l'époque carolingienne.
Malgré la perte du titre ducal, les Étichonides ont continué à subsister et à exercer des fonctions dans l'Empire carolingien qui se forme en 800. Ils semblent ne pas avoir été écartés par les empereurs. Leur présence à la cour de Charlemagne indiquerait leur appartenance au cercle des hommes de confiance.
Le comte Hugues de Tours, propriétaire de biens personnels en Alsace, serait un possible descendant du duc Etichon-Adalric selon Thégan, le biographe de l'empereur Louis le Pieux. Hugues a fait partie de l'ambassade franque envoyée à Constantinople en 811 pour renouveler un traité de paix avec l'Empire romain d'Orient. À la même époque, deux chartes accordées à l'abbaye de Murbach par Louis le Pieux en 816 indiquent explicitement que le monastère se situe dans le « ducatus Alsacensis », ce qui constitue un changement notable dans la terminologie géographique et administrative. Dans les documents officiels, les précédents souverains carolingiens ont jusqu'alors continué à utiliser le terme de « pagus » pour désigner l'Alsace. Cette région est désormais considérée comme un « ducatus », à savoir un duché, bien qu'elle ne soit plus administrée par un duc. L'usage du terme de duché peut suggérer une volonté de réhabiliter et de réaffirmer le prestige des Étichonides dans le cadre de l'administration carolingienne alors que Hugues de Tours est au service du pouvoir impérial. En 821, il marie même sa fille Ermengarde à Lothaire, le premier fils de Louis le Pieux,.
Ce dernier a conféré à chacun de ses fils des titres et des parties de l'Empire durant son règne : Lothaire Ier est co-empereur avec son père ainsi que roi d'Italie, Pépin règne sur l'Aquitaine et Louis le Germanique sur la Bavière. En 823, la nouvelle épouse du souverain, Judith, donne naissance à un quatrième fils connu plus tard sous le nom de Charles le Chauve. Lors d'une assemblée à Worms en août 829, Louis le Pieux attribue à son dernier fils un domaine qui comprend l'Alsace, l'Alémanie, la Rhétie et une portion de la Bourgogne.
Les Annales de Wissembourg rapportent que Charles est désigné « duc » des territoires en question : il porte alors le titre de duc d'Alsace, d'Alémanie et de Rhétie pendant deux ans. Lors du partage de 831, toujours sous le règne de Louis le Pieux, Charles émerge comme le principal bénéficiaire. Son duché est transformé en royaume dénommé « regnum Sueviae » qui désigne la Souabe en latin. Le domaine de Charles est par ailleurs élargi pour inclure les territoires francs le long de la Meuse et de la Moselle. Le titre ducal disparaît à nouveau. La mort de Louis le Pieux en 840 provoque une guerre entre ses fils survivants : Louis le Germanique et Charles le Chauve s'allient contre Lothaire Ier en jurant les serments de Strasbourg en 842. À l'issue de cette guerre en 843, le traité de Verdun partage l'Empire entre les trois frères qui reçoivent chacun un royaume : la Francie occidentale revient à Charles, la Francie orientale à Louis et la Francie médiane à Lothaire qui conserve le titre d'empereur. L'Alsace est comprise dans le royaume de Francie médiane. Le terme de « ducatus Alsacensis » est repris dans les successions à partir de 840. Ce ducatus sans duc englobe la plaine d'Alsace, probablement l'Ajoie, mais également le Sornegau, comme en témoigne un diplôme de Lothaire Ier en faveur de l'abbaye de Moutier-Grandval. À sa mort en 855, la Francie médiane est à son tour divisée en trois parties : le royaume de Lotharingie, le royaume d'Italie et le royaume de Provence. Le traité de Prüm attribue l'Alsace à la Lotharingie gouvernée par le roi Lothaire II,.
Lothaire II, dont le mariage avec sa concubine Waldrade n'a pas été reconnu par l'Église, n'a eu que des enfants illégitimes. En 867, il accorde le titre de duc d'Alsace à son fils Hugues qui ne peut pas lui succéder en tant que roi de Lotharingie. Le nom Hugues, inhabituel parmi les Carolingiens, pourrait indiquer que Lothaire II n'a pas destiné son fils à être légitimé et à devenir son héritier. Le choix de ce nom dévoile probablement d'autres intentions car ce patronyme est récurrent dans la dynastie des Étichonides dont Lothaire II descend par sa mère Ermengarde, la fille d'Hugues de Tours. La nomination de ce fils comme duc d'Alsace n'est sans doute pas anodine et permet de rappeler son ascendance prestigieuse malgré sa naissance illégitime.

Attribuée au royaume de Lotharingie en 843, l'Alsace (Elsass sur la carte) revient à la Francie orientale (en bleu) lors du traité de Meerssen de 870.

L'administration du ducatus d'Alsace par Hugues, encore enfant, ne dure cependant que trois ans. À la mort de Lothaire II en 869, le roi Charles le Chauve de Francie occidentale tente de s'emparer de la totalité du royaume de Lotharingie au détriment des autres souverains carolingiens. Le roi Louis le Germanique de Francie orientale réagit à l'intervention de Charles et s'accorde avec lui pour se partager les territoires lotharingiens entre leurs deux royaumes lors du traité de Meerssen signé le 8 août 870. L'Alsace est alors rattachée à la Francie orientale. Hugues, quant à lui, n'est reconnu par aucun des deux souverains comme duc d'Alsace et perd son duché. Jusqu'à ce traité, le terme de « ducatus Alsacensis » est utilisé pour désigner l'Alsace élargie au Sornegau et probablement à l'Ajoie. Cette désignation et cette structure semblent abandonnées après 870 car l'Ajoie et le Sornegau sont rattachés au royaume de Haute-Bourgogne à la fin du IXe siècle,.

#### Continuité politique
Par le traité de Meerssen de 870, Louis le Germanique reçoit les territoires situés dans l'est de la Lotharingie qui comprend de nombreuses possessions le long du Rhin. Dans les Vosges et la plaine d'Alsace, le roi de Francie orientale obtient le diocèse de Strasbourg, celui de Bâle et les abbayes d'Ebersmunster, Erstein, Hohenbourg, Honau, Marmoutier, Masevaux, Munster, Murbach et Saint-Étienne de Strasbourg. Le traité indique par ailleurs l'existence de deux comtés en Alsace (en latin : « in Elisatio comitatus duos »). Ces deux entités n'étant pas explicitement nommées, il est probable qu'elles aient été fusionnées en un seul comté à cette époque et que leur division ne soit intervenue que quelques années plus tard,.
Ce n'est qu'à la fin du IXe siècle que leurs noms apparaissent dans les textes : le Nordgau (littéralement « pays du nord ») en 891, et de Sundgau (« pays du sud ») en 898. Ces désignations émergent presque simultanément dans les sources, ce qui marque un tournant dans l'organisation administrative de la région. Depuis la fin du ducatus en 870, les deux comtés assurent la continuité politique,.

En 925, le Nordgau et le Sundgau sont placés sous l'autorité des ducs de Souabe (en jaune), alors que le Sornegau dépend de la Bourgogne transjurane (en vert).

À la fin du IXe siècle, le comté de Sundgau est détenu par un certain Bernard, fils de Bernard, alors que le Nordgau est administré par un comte dénommé Hugues, petit-fils d'Hugues de Tours. Ses descendants, prénommés Hugues ou Eberhard pour la plupart, forment la famille des Eberhardiens qui gouverne le Nordgau et constitue une branche probable des Étichonides. Dans le Sundgau, une autre branche semble apparaître à travers plusieurs comtes prénommés Liutfrid et formant les Liutfrides. Plusieurs membres de l'ancienne dynastie ducale peuvent ainsi se prévaloir du titre de comte au cours du Xe siècle et participer à l'administration d'une part de l'Alsace,.
À cette époque, d'importants bouleversements interviennent et impactent la région. La dynastie des Carolingiens ne règne plus sur la Francie orientale à partir de 911, remplacée par les Conradiens puis les Ottoniens. La prise de pouvoir de ces dynasties favorise la formation des duchés ethniques dans le royaume, notamment le duché de Souabe créé en 915 à l'est du Rhin, dans l'ancien territoire alaman. Dans les années 910 et 920, la plaine d'Alsace subit le pillage des Magyars venus de la Grande-principauté de Hongrie. Le pouvoir royal restructure et définit plus clairement l'administration régionale pour assurer une meilleure défense face aux menaces extérieures. Le roi Henri Ier l'Oiseleur attribue ainsi l'Alsace au duché de Souabe en 925 : les comtés de Nordgau et de Sundgau subsistent, mais sont désormais placés sous l'autorité des ducs de Souabe,.
À partir de 988, le duc Conrad Ier de Souabe et ses successeurs portent le titre de duc de Souabe et d'Alsace (dux Sueviae et Alsatiae) ou parfois de duc des Alsaciens et des Alamans (dux Alsaciorum et Alemannorum, ou Alamanniae et Alsaciae dux). Cette redondance permet d'augmenter leur prestige à l'intérieur du Saint-Empire romain germanique qui vient d'être constitué. Fort de son double titre, le duc Hermann II de Souabe choisit Strasbourg comme résidence principale au tournant des IXe et XIe siècles. La titulature de duc de Souabe et d'Alsace continue d'être arborée par la dynastie des Hohenstaufen qui règne ensuite sur le duché et accède au trône impérial. Le titre de « duc d'Alsace » disparaît définitivement avec la mort sans héritier de Frédéric VI de Souabe, fils de l'empereur Frédéric Ier Barberousse, en 1191 lors de la troisième croisade,,.

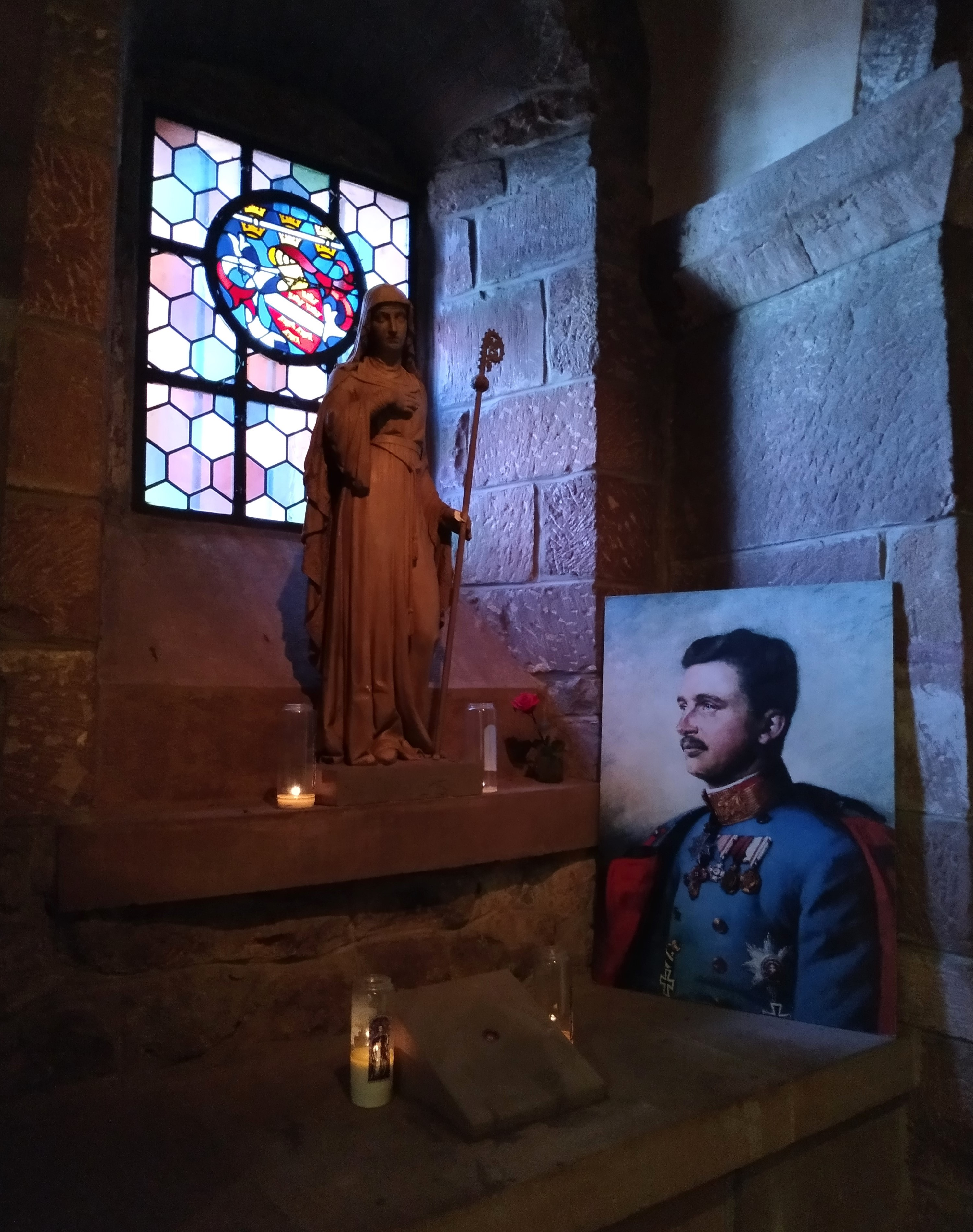
Un portrait de Charles Ier d'Autriche à l'abbaye de Hohenbourg entretient le mythe d'un prétendu lignage entre les Étichonides et les Habsbourg-Lorraine.

Au cours des XIe et XIIe siècles, la situation politique et administrative de l'Alsace a évolué bien qu'elle soit encore liée au duché de Souabe. Probablement issue des Étichonides, la lignée des Liutfrides du Sundgau semble s'être éteinte au début du XIe siècle, alors que les Eberhardiens du Nordgau se font appeler « comtes d'Eguisheim » à partir de 1038, en référence à leur château de Haut-Eguisheim situé au centre de la plaine d'Alsace,.
Au début du XIIe siècle, les comtés de Nordgau et de Sundgau ont été respectivement remplacés par le landgraviat de Basse-Alsace et celui de Haute-Alsace à l'initiative de l'empereur Lothaire de Supplinbourg. L'objectif est d'attribuer le titre de landgrave à des familles nobles en Alsace afin de s'assurer de leur loyauté envers le pouvoir impérial et de diminuer ainsi l'influence de la dynastie des Hohenstaufen qui disparaît, avec le duché de Souabe, au milieu du XIIIe siècle. La fonction de landgrave de Basse-Alsace revient aux comtes de Hunebourg puis aux comtes de Werde. Ces deux lignées sont issues des ducs de Lorraine qui forment la Maison de Lorraine, également appelée « Maison d'Alsace », et prétendent descendre des comtes d'Eguisheim et des Étichonides afin d'accroître leur prestige.
À la fin du XIIe siècle, le landgraviat de Haute-Alsace est détenu par les comtes de Habsbourg, implantés dans le sud de la région et qui conservent le titre jusqu'en 1648 et la formation de la province d'Alsace par le royaume de France. Les Habsbourg s'affirment comme successeurs des comtes de Sundgau et revendiquent également une ascendance parmi les comtes d'Eguisheim à travers la figure du comte Gontran le Riche, selon des filiations contestés et invérifiables.
En effet, les Habsbourg utilisent une théorie élaborée en 1649 par l'érudit français Jérôme Vignier. Ils descendraient des ducs d'Alsace et de leurs successeurs. Ce lignage illustre, qui remonterait jusqu'à un certain Archinoald, maire du palais au VIIe siècle, serait le berceau commun des Habsbourg et des ducs de Lorraine. L'objectif de cette théorie serait de légitimer la dynastie de Habsbourg-Lorraine formée au XVIIIe siècle en inventant, à des fins de propagande, une prétendue reconstitution de la « Maison d'Alsace » issue du duc Etichon-Adalric d'Alsace,.

## Territoire

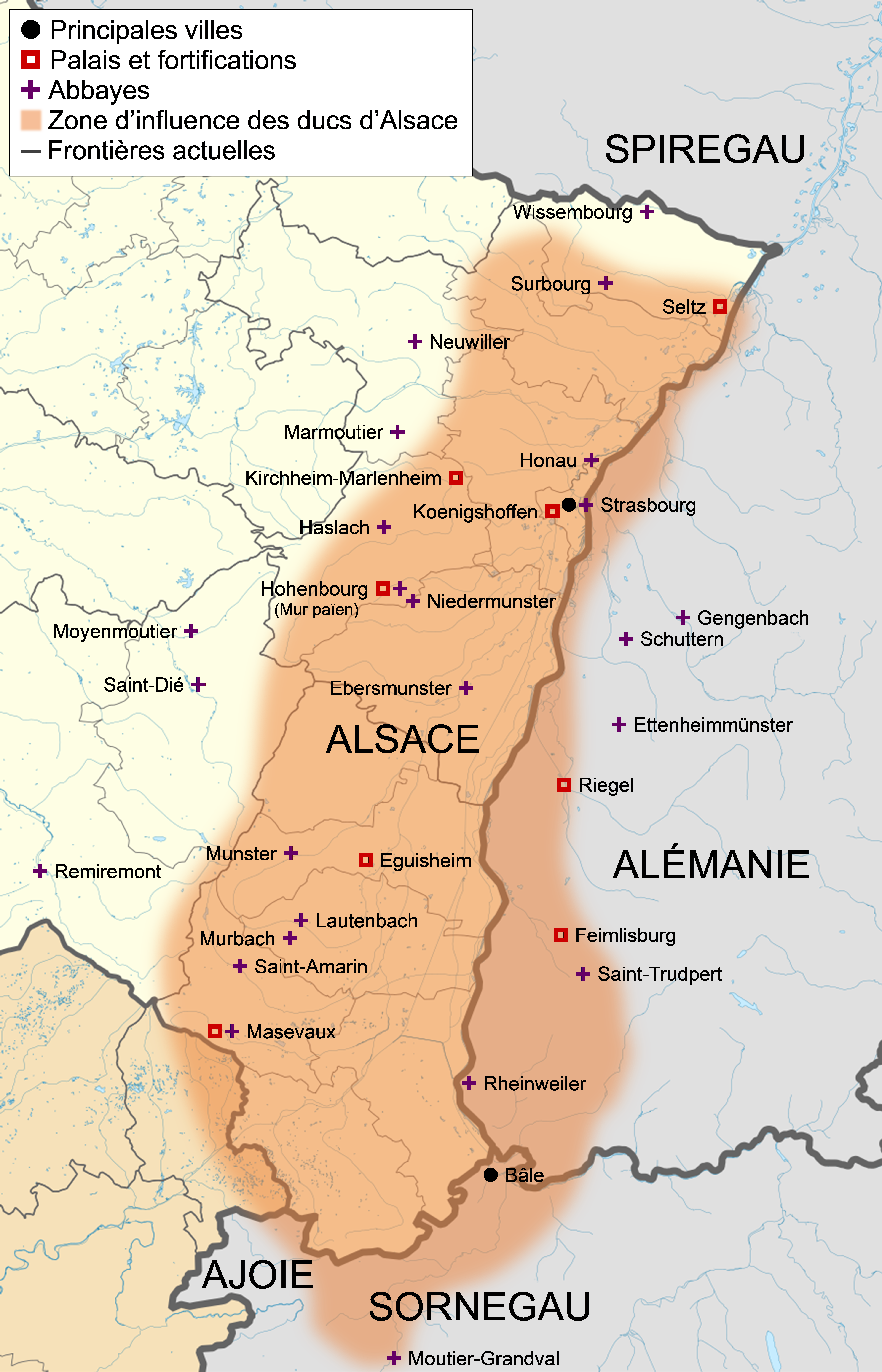
La zone d'influence des ducs d'Alsace au VIIIe siècle comparée aux frontières actuelles de la France, de l'Allemagne et de la Suisse.

L'idée d'un territoire délimité par des frontières clairement définies n'existe pas au Moyen Âge, tout comme le concept d'État qui n'apparaît que bien plus tard. À cette époque, un territoire regroupe d'abord des communautés humaines sur lesquelles s'exercent une même autorité qui rend la justice et perçoit les impôts. Après la conquête de la plaine d'Alsace par les Francs au début du VIe siècle, une administration civile et militaire se met progressivement en place au VIIe siècle avec la nomination d'un duc, d'un comte et d'un domesticus comme représentants locaux des rois mérovingiens. Les nombreux monastères fondés dans la région sont également des relais du pouvoir royal à travers la christianisation des populations. La localisation de ces abbayes, des résidences royales, des propriétés ducales et des expéditions militaires permet de dessiner une délimitation approximative de l'Alsace au haut Moyen Âge.
Ainsi, la zone d'influence des ducs d'Alsace entre 635 et 745 environ comprend la plaine d'Alsace, à savoir le pagus Alsacensis qui s'étend des Vosges au Rhin puis jusqu'au massif du Jura, auquel s'ajoutent les régions de l'Ajoie (Elsgau) et de la vallée de la Sorne (Sornegau).
Les donations faites par les ducs aux abbayes de la région, notamment les terres qu'ils leur ont cédées, permettent de délimiter approximativement le territoire alsacien à l'époque mérovingienne. Au nord, la zone d'influence des ducs s'étend jusqu'aux rivières Seltzbach et Sauer qui séparent ainsi l'Alsace de la région de Spire, ou Spiregau (Speyergau). À l'est, le Rhin forme une délimitation naturelle, mais les abbayes de Munster, d'Ebersmunster, de Murbach et de Saint-Étienne de Strasbourg possèdent des terres sur l'autre rive, dans l'Ortenau et le Brisgau, jusqu'à la Forêt-Noire. Au sud, l'autorité ducale s'étend au-delà de Bâle jusqu'au col de Pierre Pertuis, au Haut-Hauenstein et au Bas-Hauenstein dans le Jura. À l'Ouest, la Trouée de Belfort délimite l'Alsace qui s'étend ensuite le long des crêtes des Hautes-Vosges jusqu'aux Vosges du Nord. La région de Saverne, de Marmoutier et de Neuwiller-lès-Saverne ne semble pas faire partie du territoire. La sphère d'influence des premiers ducs d'Alsace, Gondoin et Boniface, s'étend probablement des deux côtés des Vosges au milieu du VIIe siècle.
L'espace administré par Etichon-Adalric semble être restreint à la plaine d'Alsace et à la vallée de la Sorne à la suite de la guerre civile de 675 au sein du royaume des Francs. Si le domaine administré par le duc s'est réduit, son autorité locale s'est renforcée avec l'affaiblissement du pouvoir mérovingien. La situation offre ainsi à Etichon-Adalric et à ses successeurs une plus grande liberté dans la gestion de leurs monastères et des résidences royales de la région.
Les rois mérovingiens n'ont jamais eu de résidence attitrée comme les souverains modernes. Ils se sont déplacés de villa en villa en vivant des ressources locales. Les ducs d'Alsace et leur famille ont en fait probablement autant. Ils ont pu disposer des anciennes résidences des empereurs romains et des rois des Francs à Kirchheim, Marlenheim et Seltz. Ils ont également occupé la villa royale d'Ehenheim, actuellement Obernai. Le duc Adalbert a fait bâtir ou reconstruire une résidence à Koenigshoffen, près de Strasbourg. Les textes et l'archéologie permettent de situer leurs « palais » et les fortifications pour marquer leur autorité, ainsi que les monastères qu'ils ont fondés et financés. Les nombreux biens à l'origine de l'importante fortune foncière des Étichonides sont connus par des actes produits entre 722 et 820,.
Malgré la suppression de la fonction de duc d'Alsace par les Pépinides au VIIIe siècle, les descendants d'Etichon-Adalric ont conservé une partie de leurs biens dans la région à l'époque carolingienne. Les limites du ducatus mentionné sous le règne de Louis Ier le Pieux sont autant imprécises que celles des comtés de Nordgau et de Sundgau puis du duché de Souabe qui se constituent entre les IXe et Xe siècles. Si les frontières restent incertaines au Moyen Âge, la présence de ducs a permis une première unité territoriale de l'Alsace.

## Héraldique
La naissance des armoiries a lieu progressivement en Occident au XIIe siècle. À cette époque, l'Alsace appartient à la dynastie des Hohenstaufen dont les membres sont à la fois ducs de Souabe et ducs d'Alsace. Ils n'ont qu'un seul blason bien qu'ils détiennent deux titres ducaux. En effet, le blason n'est encore que familial au XIIe siècle et ne symbolise pas encore un territoire ou une titulature. Le duché d'Alsace n'a ainsi jamais eu d'armoiries ni à l'époque mérovingienne, ni à l'époque carolingienne, ni au sein du duché de Souabe.

## Liste des ducs

### Époque mérovingienne

Représentation d'Etichon-Adalric (à gauche) et de sainte Odile dans lHortus deliciarum réalisé par Herrade de Hohenbourg vers 1180.
(Bibliothèque nationale et universitaire)

Nommés par le roi des Francs, ou le roi d'Austrasie lorsque le territoire franc est divisé, cinq ducs d'Alsace se sont succédé entre les VIIe et VIIIe siècles :
- vers 635–660 : Gondoin d'Alsace ;
- vers 660–675 : Boniface d'Alsace ;
- vers 675–700 : Etichon-Adalric d'Alsace, fondateur de la dynastie des Étichonides ;
- vers 700–723 : Adalbert d'Alsace, fils du précédent ;
- vers 723–742 : Liutfrid d'Alsace, fils du précédent.

Vers 675, des comtes apparaissent dans les textes et assistent les ducs dans l'administration du pagus :
- Erich ou Ericho, au service du duc Etichon-Adalric dans la vallée de la Sorne vers 675 ;
- Robert ou Rodebert, administrateur de la région autour de Colmar vers 675 ;
- Adalbert, fils d'Etichon-Adalric, mentionné comme comte vers 683 avant de devenir duc vers 700 ;
- Eberhard, frère du duc Liutfrid, mentionné comme domesticus puis, vers 728-735, comme comte.

### Époque carolingienne
Supprimé vers 745, le titre de duc d'Alsace est ponctuellement rétabli au profit de membres de la dynastie carolingienne :
- 829–831 : Charles, duc d'Alsace, d'Alémanie et de Rhétie et fils de Louis Ier le Pieux, empereur d'Occident ;
- 867–870 : Hugues, duc d'Alsace et fils illégitime de Lothaire II, roi de Lotharingie.

Le titre de duc d'Alsace disparaît à nouveau en 870 lors du rattachement de la région au royaume de Francie orientale sur lequel les Carolingiens règnent jusqu'en 911. Après cette date, deux nouveaux ducs d'Alsace semblent être cités de manière éphémère sans plus d'informations :
- 912–913 : Udo et Hermann[112].

### Époque souabe
En 925, l'Alsace est rattachée au duché de Souabe dont les souverains portent le titre de duc de Souabe et d'Alsace à partir de 988 :
- 988–997 : Conrad Ier de Souabe, duc de Souabe à partir de 982 et membre de la dynastie des Conradiens ;
- 997–1003 : Hermann II de Souabe, fils du précédent ;
- 1003–1012 : Hermann III de Souabe, fils du précédent ;
- 1012–1015 : Ernest Ier de Souabe, époux de la sœur de Hermann III et membre de la Maison de Babenberg ;
- 1015–1030 : Ernest II de Souabe, fils du précédent ;
- 1030–1038 : Hermann IV de Souabe, frère du précédent ;
- 1038–1045 : Henri Ier  de Souabe, petit-fils de Hermann II de Souabe et roi de Germanie puis empereur du Saint-Empire sous le nom d'Henri III ;
- 1045–1047 : Otton II de Souabe, membre de la dynastie des Ezzonides et nommé duc par le précédent ;
- 1048–1057 : Otton III de Schweinfurt, membre de la dynastie des Luitpoldinger et nommé duc par Henri III ;
- 1057–1079 : Rodolphe, nommé duc par l'impératrice Agnès de Poitiers, veuve de Henri III ;
- 1079–1105 : Frédéric Ier de Souabe, membre de la dynastie des Hohenstaufen et nommé duc par l'empereur Henri IV ;
- 1105–1147 : Frédéric II de Souabe, fils du précédent ;
- 1147–1152 : Frédéric III de Souabe, fils du précédent, roi de Germanie et empereur sous le nom de Frédéric Ier Barberousse ;
- 1152–1167 : Frédéric IV de Souabe, cousin du précédent et petit-fils de Frédéric Ier de Souabe ;
- 1167–1170 : Frédéric V de Souabe, fils de Frédéric Ier Barberousse ;
- 1170–1191 : Frédéric VI de Souabe, frère du précédent et dernier à porter le titre de « duc de Souabe et d'Alsace »[N 5],[100].